# Płetwonogie
Płetwonogie (Pinnipedia) – zróżnicowany klad szeroko rozpowszechnionych ssaków morskich wyposażonych w płetwy, prowadzących częściowo wodny tryb życia. Obejmuje współczesne rodziny morsowatych (której jedynym dzisiejszym przedstawicielem jest mors), uchatkowatych oraz fokowatych (właściwych fok, pozbawionych małżowin usznych). Współcześnie istnieją 33 gatunki, na podstawie skamielin opisano też ponad 50 gatunków wymarłych. Takson monofiletyczny zaliczany do rzędu drapieżnych – najbliżsi żyjący współcześnie krewni płetwonogich to niedźwiedziowate i łasicokształtne.
Do grupy tej zaliczają się gatunki o zróżnicowanej wielkości: foki bajkalskie osiągają do 1 m długości i 45 kg masy ciała, podczas gdy słoń morski południowy, który jest także największym przedstawicielem rzędu drapieżnych (Carnivora), do 5 m i 3200 kg. Część gatunków wykazuje dymorfizm płciowy. Płetwonogie cechują się opływowym kształtem ciała i czterema kończynami przekształconymi w płetwy. Nie są tak sprawnymi pływakami jak delfiny, są jednak bardziej gibkie i zwrotne. Uchatkowate używają obydwu par kończyn do pływania, podczas gdy fokowate i morsowate – głównie kończyn tylnych. Uchatkowate i morsowate mogą wykorzystać kończyny tylne do lokomocji również na lądzie, w przeciwieństwie do fokowatych, które w związku z tym na lądzie są znacznie mniej mobilne. Uchatkowate mają widoczne małżowiny uszne, fokowate i morsowate są ich pozbawione. Zmysły płetwonogich są dobrze rozwinięte, wykazują przystosowania do środowiska wodnego i lądowego. Niektóre gatunki przystosowały się do nurkowania na znaczne głębokości. Posiadają grubą warstwę podskórnego tłuszczu, który zapewnia im izolację termiczną w zimnej wodzie. Ciało wszystkich gatunków tego taksonu oprócz morsa jest pokryte futrem.

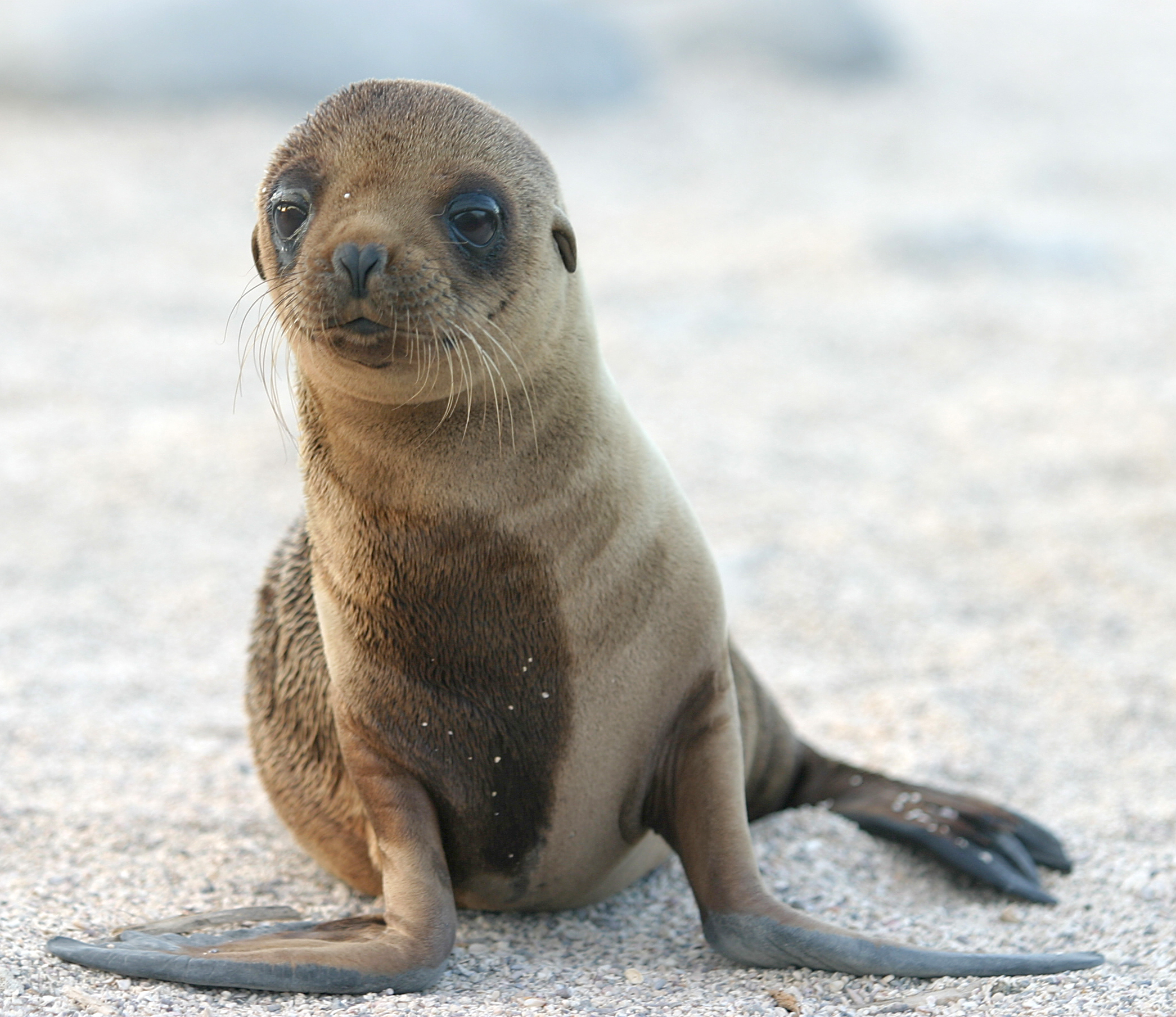
Młody kotik galapagoski

Choć płetwonogie mają szeroki zasięg występowania, większość gatunków preferuje chłodniejsze wody obu półkul (północnej i południowej). Większą część swego życia spędzają w wodzie. Na brzeg wychodzą, by łączyć się w pary, rodzić potomstwo, linieć bądź uciekać przed drapieżnikami, jak rekiny czy orki. Żywią się głównie rybami lub bezkręgowcami morskimi, ale nieliczne, jak lampart morski, żywią się kręgowcami takimi, jak pingwiny czy inne płetwonogie. Morsy wyspecjalizowały się w spożywaniu mięczaków dna morskiego.
Samce zazwyczaj łączą się z więcej niż jedną samicą, aczkolwiek stopień tego zjawiska różni się w zależności od gatunku. Samce gatunków rozmnażających się na lądzie mają tendencję do parzenia się z większą liczbą samic niż te przystępujące do tego na lodzie. Stosują one różne strategie dla osiągnięcia sukcesu reprodukcyjnego: bronią swych samic, bronią obranego terytorium mającego za zadanie przyciągać samice, rytuały godowe wykonywane są często grupowo, w wybranych miejscach i mają charakter współzawodnictwa (lek). Szczenięta zazwyczaj rodzą się na wiosnę bądź latem, matki biorą na siebie prawie całą odpowiedzialność za ich rozwój. Matki pewnych gatunków poszczą i niańczą swe dzieci przez względnie krótki okres, podczas gdy inne przerywają na pewien czas opiekę nad potomkiem, by żerować w morzu. Morsy opiekują się dziećmi na morzu. W repertuarze wydawanych odgłosów oprócz prostych, np. szczekania, czy przypominających dźwięk gongu odgłosów morsów, występują także złożone pieśni (np. u weddelek arktycznych).
Mięso, tłuszcz, futro i kości płetwonogich były tradycyjnie używane przez rdzennych mieszkańców Arktyki. Płetwonogie przedstawiano w różnych kulturach świata. Często trzyma się je w niewoli, a czasami tresuje, by wykonywały różne sztuczki. Były obiektem zawziętych polowań dla przemysłowego wykorzystania pochodzących z nich produktów, zostały objęte ochroną przez prawo międzynarodowe. Uchatka japońska i mniszka antylska zostały wytępione w ubiegłym wieku. Mniszka śródziemnomorska i mniszka hawajska są krytycznie zagrożone wyginięciem zgodnie z klasyfikacją IUCN. Prócz polowań, płetwonogim zagrażają przypadkowe wpadanie w sieci rybackie, zatrucie mórz oraz presja ze strony turystów i lokalnej ludności.

## Systematyka
Płetwonogie jako odrębną jednostkę taksonomiczną wyróżnił niemiecki przyrodnik Johann Karl Wilhelm Illiger. W 1811 ukuł nazwę, by określić nią zarówno rodzinę, jak i rząd. Amerykański zoolog Joel Asaph Allen zrewidował systematykę płetwonogich świata w monografii z 1880 pod tytułem History of North American pinnipeds, a monograph of the walruses, sea-lions, sea-bears and seals of North America ("Historia północnoamerykańskich płetwonogich, monografia morsów, lwów morskich, uchatek i fok Ameryki Północnej"). W tej publikacji prześledził historię nazw, stworzył klucze identyfikacyjne dla rodzin i rodzajów, podał opisy gatunków północnoamerykańskich i krótkie opisy gatunków z innych części świata. W 1989 Annalisa Berta i współpracownicy zaproponowali wyróżnienie kladu bez rangi o nazwie Pinnipedimorpha, obejmującego kopalny rodzaj Enaliarctos i współczesne płetwonogie jako grupy siostrzane. Płetwonogie należą do podrzędu psokształtnych i rzędu drapieżnych.
Spośród trzech współczesnych rodzin, uchatkowate i morsowate łączy się razem w nadrodzinę Otarioidea, podczas gdy fokowate należą do Phocoidea.
Nazwa naukowa Pinnipedia pochodzi od łacińskich słów pinna ("pióro, skrzydło") i pes l.m. pedes – ("noga, stopa").
Nazwa uchatkowate odnosi się do tego, że posiadają małżowiny uszne. W języku angielskim zwane są eared seals – "uszastymi fokami". Pływają dzięki dobrze rozwiniętym płetwom kończyn przednich, którymi odpychają się od wody. Spacerując po lądzie, przekręcają swe tylne łapy ku przodowi. Przedni koniec ich kości czołowej schodzi pomiędzy kości nosowe, a otwór nadoczodołowy jest duży i spłaszczony horyzontalnie. Dół nadgrzebieniowy podzielony jest „grzebieniem wtórnym”. Oskrzela dzielą się w kierunku przednim. Wyróżnia się w ich obrębie Otariinae i Arctocephalinae. Otariinae wyróżniają się zaokrąglonymi pyskami i krótszym, bardziej szorstkim futrem. Natomiast pysk Arctocephalinae jest bardziej zaostrzony, cechują się też dłuższymi przednimi płetwami i grubszą okrywą włosową złożoną z podszerstka i włosów okrywowych. Te pierwsze dorastają większych rozmiarów niż drugie. Pięć rodzajów i 7 gatunków (w tym 1 wymarły) Otariinae przetrwało do czasów współczesnych. W przypadku Arctocephalinae chodzi o 2 rodzaje i 9 gatunków. Wspomniany podział na dwie odrębne podrodziny Otariinae i Arctocephalinae uznawano historycznie, jednak badanie genetyczne opublikowane w 2001 wykazało, że kotik zwyczajny jest bliżej spokrewniony z pewnymi Otariinae. Pogląd ten wsparło badanie molekularne z 2006, które wykazało, że kotik zwyczajny stanowi grupę siostrzaną kladu obejmującego inne uchatowate. Potwierdza to wsparty badaniami morfologicznymi pogląd, zgodnie z którym członkowie Otariinae wykazują bliższe pokrewieństwo z rodzajem kotik (Arctocephalus), niż koticzak (Callorhinus). Te dwa rodzaje łączono z uwagi na wspólną cechę owłosienia. Podważono w nim monofiletyzm zarówno Otariinae, jak i rodzaju kotik. Badanie potwierdziło powiązania pomiędzy kotikiem meksykańskim, kotikiem nowozelandzkim i uchatką patagońską, jednak związki tej grupy z uchatką australijską czy uchatką nowozelandzką nie posiadają już tak silnego wsparcia w postaci badań. Klad obejmujący te gatunki miałby z kolei grupę zewnętrzną w postaci uchatki karłowatej. Niepewne pozostaje pokrewieństwo pomiędzy rodzajami uchatek (Eumetopias), uszanka (Zalophus) i uchatka (Otaria). Ostatni z wymienionych stanowi prawdopodobnie grupę zewnętrzną w stosunku do dwóch pozostałych.
Obecnie żyje tylko jeden przedstawiciel morsowatych: mors. Zwierzę to łatwo odróżnić od innych dzisiejszych płetwonogich po dużych rozmiarach (ustępuje on tylko słoniom morskim), prawie bezwłosej skórze i długich górnych kłach. Jak uchatkowate, morsy potrafią skierować swe tylne kończyny ku przodowi i spacerować po lądzie. Poruszając się w wodzie, mors używa właśnie tylnych kończyn jako napędu, podczas gdy przednie odgrywają rolę steru. Mors nie posiada małżowin usznych. Jego kość skrzydłowata jest gruba i szeroka. Kości czołowe mają kształt litery V. Przedni koniec kości piętowej nosi pośrodku wydatną guzowatość.
Fokowate nie mają małżowin usznych. Nie potrafią też zgiąć swych tylnych łap do przodu, co czyni je na lądzie dość niezdarnymi. W wodzie pływają dzięki ruchom tylnych płetw i ruchom na boki tylnej części ciała. Cechują je zgrubiały wyrostek sutkowaty, powiększone kości o angielskiej nazwie entotympanic bone, wywinięta na zewnątrz kość miedniczna i masywna kostka. Wyrostek nadoczodołowy kości czołowej nie występuje. Guz kości piętowej jest niedorozwinięty. Badanie molekularne z 2006 wspiera podział fokowatych na dwie monofiletyczne podrodziny: Monachinae, gdzie zaliczają się mirunga (Mirounga), mniszka (Monachus) i Lobodontini, oraz Phocinae, obejmujące nerpę (Pusa), fokę (Phoca), szarytkę (Halichoerus), kajgulika (Histriophoca), lodofokę (Pagophilus), fokowąsa (Erignathus) i kapturnika (Cystophora). W ich obrębie wyróżnia się 2 podrodziny. Monachinae obejmują plemiona Monachini (rodzaj mniszka), Miroungini (słonie morskie) i Lobodontini (foka Rossa, weddelka arktyczna, krabojad, lampart morski). Phocinae podzielono z kolei na Erignathini (foka wąsata), Cystoohorhini (kapturnik) oraz Phocini. To ostatni plemię podzielono dodatkowo na Phocina (foka i szarytka morska) oraz Histriophocina (kajgulik pręgowany, dawniej foka pręgowana i lodofoka grenlandzka, dawniej foka grenlandzka). Niekiedy wyróżnia się trzecią podrodzinę Cystophorinae (czyni tak choćby Koretsky, 2001), zaliczając do niej kapturnika i słonie morskie, co staje w sprzeczności z współczesnymi danymi. Istnieje także koncepcja Cystophorhini obejmujących prócz kapturnika także fokę grenlandzką i pręgowaną. Wymaga ona jednak uznania, że diploidalna liczba chromosomów 2n=32 pojawiła się u Phocini dwukrotnie (wyłamuje się z nich kokowąs brodaty (dawniej foka wąsata) o 2n=34).
Przegląd taksonomiczny płetwonogich z 2012 autorstwa Berthy i Morgana Churchill sugeruje na podstawie kryteriów morfologicznych i genetycznych istnienie 33 żyjących gatunków i 29 podgatunków. Jednak pięć z tych podgatunków nie posiada dostatecznego wsparcia, by stwierdzić rozstrzygająco, że rzeczywiście chodzi o oddzielne podgatunki. Autorzy rekomendowali też ograniczenie rodzaju kotik (Arctocephalus) do gatunku Arctocephalus pusillus (kotik karłowaty, dawniej uchatka karłowata) i przywrócenie nazwy rodzajowej Arctophoca dla kilku gatunków i ich podgatunków zamieszczanych wcześniej w rodzaju Arctocephalus.
Opisano ponad 50 gatunków kopalnych.

### Ewolucja

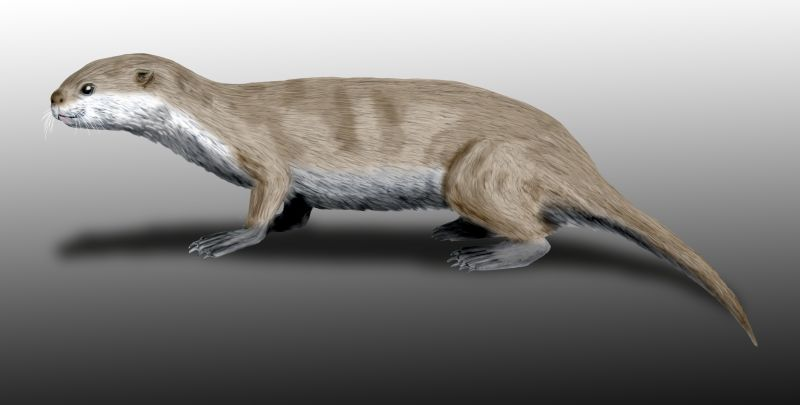
Rekonstrukcja Puijila darwini

Tradycyjnie uznawano płetwonogie za pochodzące z dwóch różnych linii. Morsy i uchatkowate miałyby pochodzić od wspólnego przodka z niedźwiedziowatymi, fokowate natomiast z łasicokształtnymi. Jednakże pojawiły się argumenty morfologiczne i molekularne wspierające pochodzenie od jednego przodka. Niemniej toczy się dyskusja, czy płetwonogie spokrewnione są bliżej z niedźwiedziowatymi, czy też z łasicokształtnymi. Wyniki niektórych analiz wspierają tę pierwszą hipotezę, innych tę drugą. Postulowano także, czy płetwonogie powstały w Arktyce, czy też w Antarktyce. Z danych molekularnych wynika, że ostatni wspólny przodek płetwonogich i psokształtnych żył 50 milionów lat temu, w eocenie, przy czym rozdzielenie psokształtnych i kotokształtnych umiejscawia się 52 miliony lat temu, choć skamieniałości wskazują tylko, że nastąpiło to nie później niż 43 miliony lat temu. Ewolucyjny związek ze ssakami lądowymi pozostawał nieznany aż do roku 2007, kiedy odkryto przypominającą wydrę Puijila darwini. Jej szczątki znaleziono we wczesnomioceńskich pokładach z Nunavut w Kanadzie. Odkrywcy Puijila umieścili ją w kladzie z Potamotherium, uznawanym tradycyjnie za przedstawiciela łasicowatych, i z Enaliarctos. Z tej trójki Puijila cechowała się najsłabiej wyrażonymi adaptacjami do środowiska wodnego. Jej odkrycie w osadach jeziornych sugeruje, że ewolucja płetwonogich obejmowała przejściową fazę słodkowodną. Enaliarctos, kopalny gatunek z późnooligoceńskiej-wczesnomioceńskiej Kalifornii, sprzed 24–22 milionów lat, przypominał silnie współczesne płetwonogie. Był przystosowany do wodnego trybu życia. Miał giętki kręgosłup i kończyny przekształcone w płetwy. Jego zęby wykazywały adaptacje do cięcia, jak u drapieżnych lądowych, mógł przebywać przy brzegu częściej, niż jego współcześni krewni. Potrafił pływać zarówno z użyciem płetw przednich, jak i płetw tylnych, wydawał się jednak bardziej wyspecjalizowany w pływaniu za pomocą przednich łap. Bliskim krewnym dzisiejszych płetwonogich był Pteroarctos, żyjący w Oregonie 19–15 milionów lat temu. Jak u współczesnych krewnych, jego oczodoły nie były ograniczane pewnymi kośćmi czaszki, jak kość jarzmowa czy kość łzowa, natomiast w większości kształtowała je szczęka.

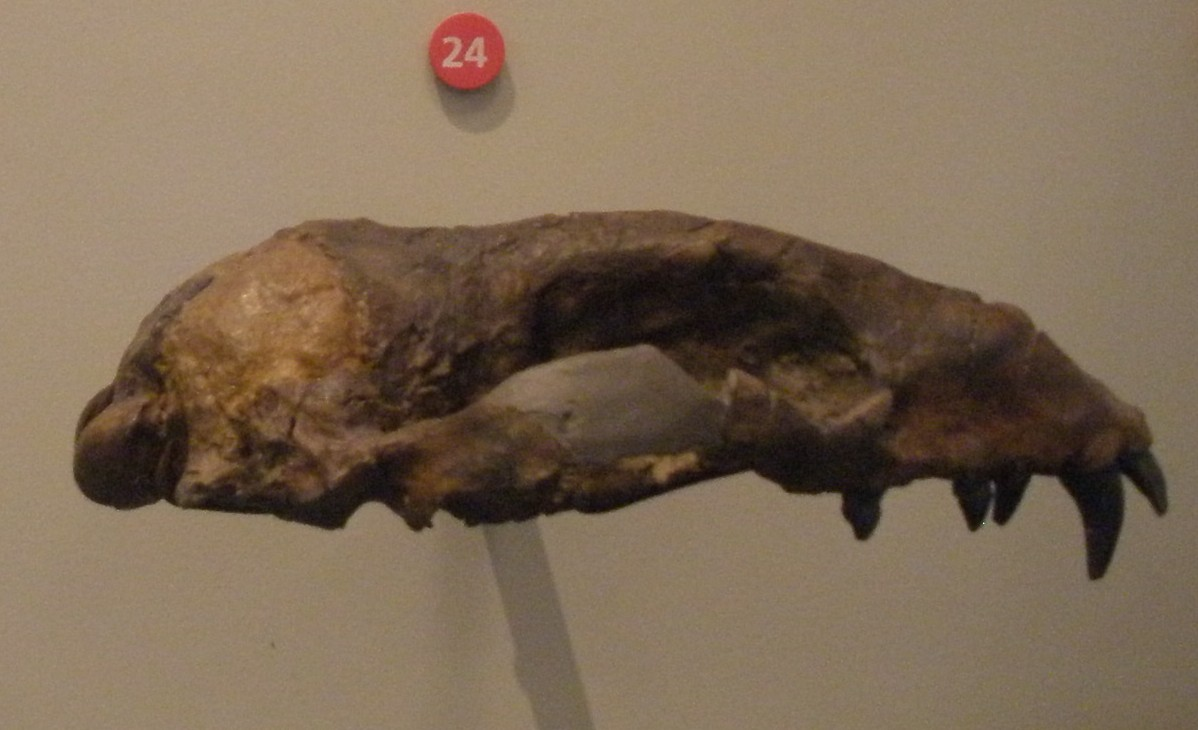
Skamieniała czaszka Desmatophoca oregonensis z wymarłych Desmatophocidae

Przodkowie Otarioidea i Phocoidea rozdzielili się przed 33 milionami lat. Istnieje też pogląd, zgodnie z którym morsowate są bliżej spokrewnione z fokowatymi, niż z uchatkowatymi, tworząc razem Phocomorpha. Jednakże nie jest on zgodny z najbardziej prawdopodobnym drzewem rodowym tego kladu, choćby wedle Arnason i współpracowników (2006).
Fokowate wydają się pochodzić z wymarłej rodziny Desmatophocidae z Północnego Atlantyku. Zwierzęta te żyły 23-10 milionów lat temu. Miały wydłużone czaszki, stosunkowo duże oczy, kości jarzmowe połączone na zasadzie czopów (wypustka jednej kości wchodzi w zagłębienie kolejnej) oraz zaokrąglone zęby policzkowe. Wykazywały także dymorfizm płciowy. Mogły być zdolne do pływania poprzez odpychanie się od wody zarówno przednią, jak i tylną parą płetw. Sądzono, że fokowate istnieją od przynajmniej 15 milionów lat, obecnie najstarszy znany szkielet pochodzi z oligocenu sprzed 28 milionów lat. Dowody molekularne wspierają podział na linie Monachinae i Phocinae 22 miliony lat temu. Skamieniałych przedstawicieli Monachinae Monotherium i Phocinae Leptophoca znaleziono na południowym wschodzie Ameryki Północnej. Wczesny podział pomiędzy liniami Erignathus i Cystophora przed 17 milionami lat sugeruje, że Phocinae migrowały na wschód i na północ z Północnego Atlantyku. Rodzaje Phoca i Pusa mogły powstać, gdy linia tej podrodziny przemieszczała się z Morza Sarmackiego do Oceanu Arktycznego, a następnie udała się na wschód. Foka bajkalska najprawdopodobniej imigrowała do jeziora Bajkał z północy, przez jeziora wzdłuż południowej krawędzi lodowca syberyjskiego, gdzie została następnie odizolowana. Foka kaspijska została odizolowana wraz z kurczeniem się Paratetydy, pozostawiając populację w małym morzu, będącym jej pozostałością – Morzu Kaspijskim. Monachinae różnicowały się, przesuwając swój zasięg w kierunku południowym. Monachus powstał w obrębie Morza Śródziemnego i migrował na Karaiby oraz do środkowego Północnego Pacyfiku. Dwa współczesne gatunki słoni morskich zróżnicowały się przed około 4 milionami lat, po uformowaniu się Przesmyku Panamskiego. Linia Lobodontinae powstała około 9 milionów lat temu skolonizowała ocean południowy w odpowiedzi na zlodowacenie.
Linie ewolucyjne uchatkowatych i morsowatych rozdzieliły się prawie 28 milionów lat temu. Uchatkowate powstały w Północnym Pacyfiku. Najstarsza skamieniałość należy do Enaliarctos z podrodziny Enaliarctinae i liczy sobie 27-25 milionów lat. Prawdopodobnie niedługo wcześniej jej rodzina oddzieliła się od morsowatych. Wcześniej za najstarszego przedstawiciela uchatkowatych uznawano Pithanotaria. Pochodzi ona z Kalifornii, jej szczątki liczą sobie 11 milionów lat. Linia koticzaka (Callorhinus) oddzieliła się wcześniej, 16 milionów lat temu. Następnie oddzieliły się uszanka (Zalophus), uchatek (Eumetopias) i uchatka (Otaria). Ta ostatnia skolonizowała wybrzeże Ameryki Południowej. Większość pozostałych uchatkowatych zróżnicowało się na półkuli południowej.
Najstarsze skamieliny zaliczane do morsowatych należą do Prototaria z Japonii i Proneotherium z Oregonu. Datuje się je na 18-16 milionów lat. Te prymitywne morsowate nosiły znacznie krótsze kły, a ich dieta składała się raczej z ryb, niż z mięczaków, jak wyspecjalizowana dieta dzisiejszego morsa. Morsowate zróżnicowały się później w środkowym i późnym miocenie. U niektórych gatunków zarówno górne, jak i dolne kły były powiększone. Rodzaje Valenictus i mors (Odobenus, rodzaj do którego należy dzisiejszy mors arktyczny) posiadały wydłużone kły. Przedstawiciele linii dzisiejszego morsa mogli rozprzestrzenić się z Północnego Pacyfiku na Karaiby poprzez Central American Seaway 8-5 milionów lat temu, po czym kontynuowali to w Północnym Atlantyku, z którego wrócili do Północnego Pacyfiku przez Arktykę milion lat temu. Alternatywnie mogli oni rozprzestrzenić się z Północnego Pacyfiku przez Arktykę do Północnego Atlantyku w plejstocenie.

## Anatomia i fizjologia

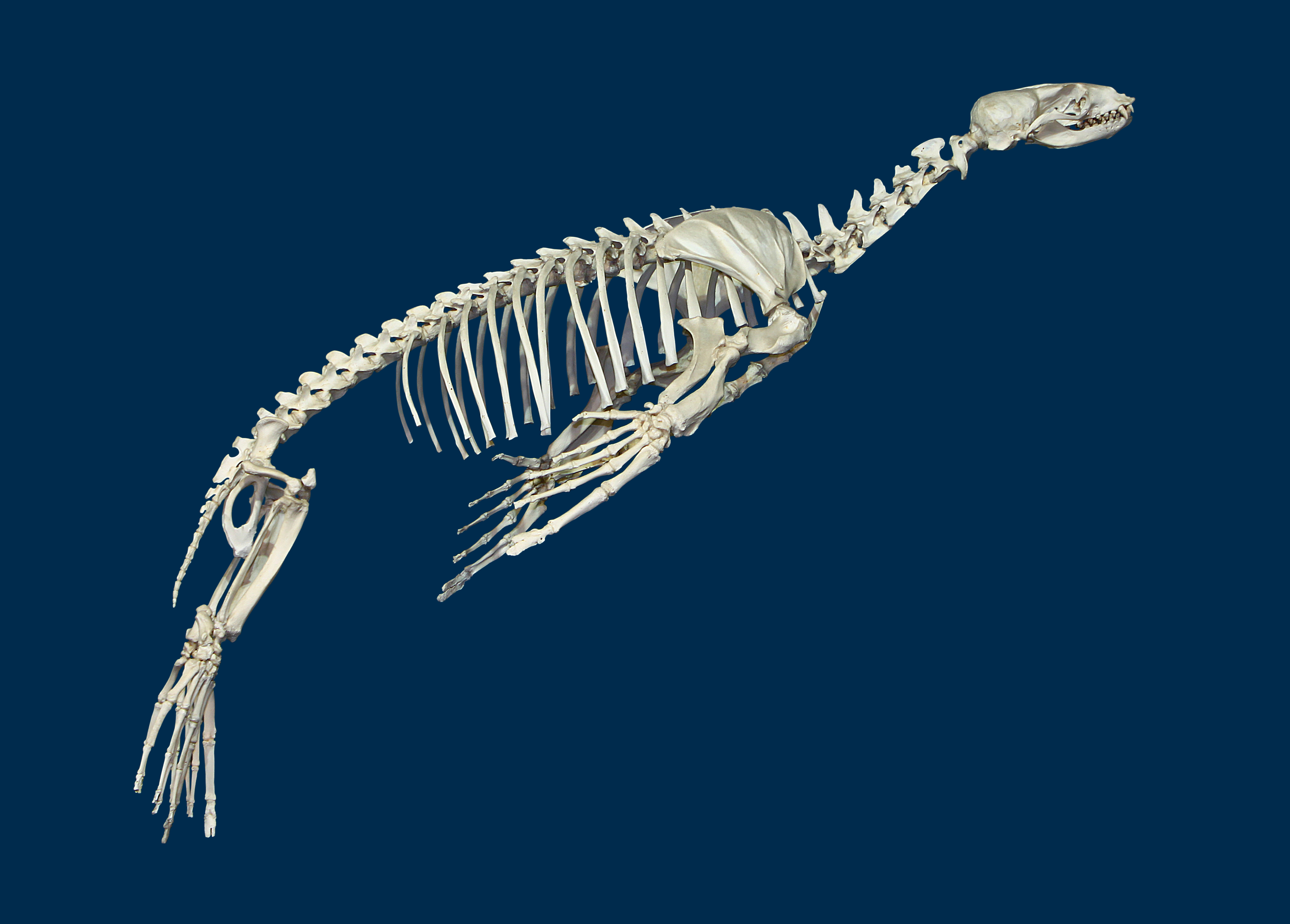
Szkielet uchatki kalifornijskiej

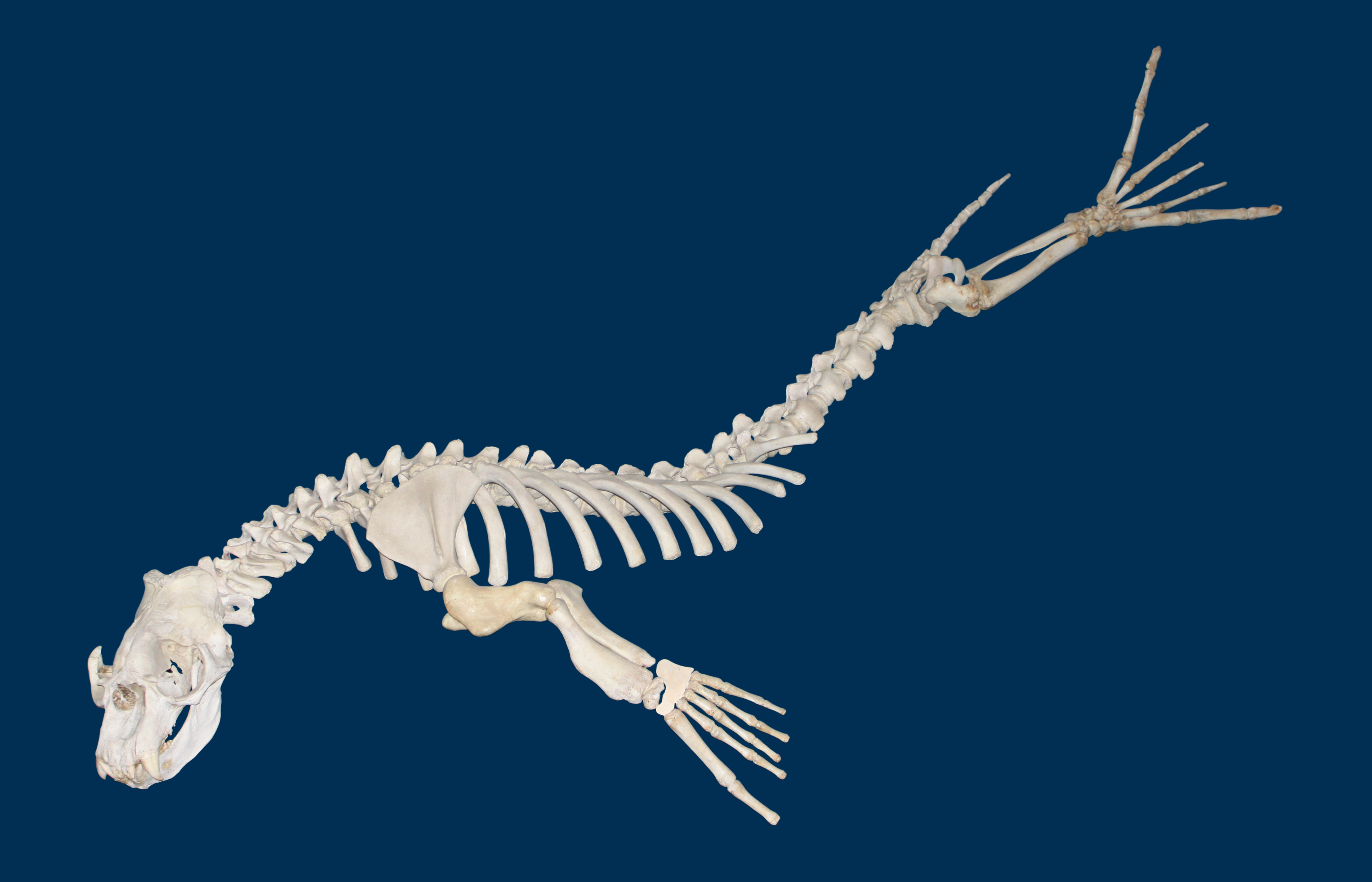
Szkielet słonia morskiego południowego

Płetwonogie mają opływowe, wrzecionowate ciała o zredukowanych bądź nie występujących w ogóle małżowinach usznych, zaokrąglonych głowach, giętkich szyjach, kończynach przekształconych w płetwy i małych ogonach. Ich czaszki mają wielkie oczodoły, krótkie pyski i zwężoną okolicę międzyoczodołową. Wyróżniają się wśród drapieżnych tym, że ściany ich oczodołów są w dużym stopniu kształtowane przez szczękę i nie są one ograniczone przez pewne kości czaszki. W porównaniu z innych drapieżnymi występuje mniej zębów (zwłaszcza kłów i tylnych zębów trzonowych), zęby są zaostrzone, stożkowate. Nie występują łamacze. Mors ma bardzo wydłużone górne kły. Zęby mleczne płetwonogich dość wcześnie wypadają – u niektórych gatunków już przed porodem. Gruczoły piersiowe i narządy rozrodcze są schowane w głębi ciała. Rozmiary ciała dorosłych osobników poszczególnych przedstawicieli płetwonogich cechuje duża rozpiętość: od jednometrowej długości foki bajkalskiej, ważącej 45 kg, do pięciometrowego i ważącego 3200 kg słonia morskiego południowego. Ogólnie cechują się większymi rozmiarami, niż inne drapieżne. Słoń morski południowy jest największym przedstawicielem tego rzędu.
U niektórych gatunków stwierdzono dymorfizm płciowy – samce są większe niż samice. Tendencję do narastania różnic w wielkości ciała pomiędzy samicami a samcami u przedstawicieli płetwonogich zaobserwować można w skamieniałościach od miocenu. Dymorfizm płciowy związany jest z poligynicznym sposobem rozrodu tych ssaków. Samce konkurują ze sobą o terytoria, dzięki którym mogą zdobyć samice. W walkach wygrywają większe osobniki. Osiągają one większy sukces rozrodczy i dzięki temu geny odpowiedzialne za duże rozmiary ciała samców utrwalają się w populacji. Istnieje duże ryzyko, że zbyt mały samiec w ogóle nie weźmie udziału w rozrodzie. Ryzyko takie raczej nie istnieje w przypadku samic, wydających najczęściej co sezon na świat młode. Dobór naturalny premiuje więc większe rozmiary tylko w przypadku jednej z płci i to właśnie doprowadza do pojawienia się dymorfizmu płciowego. Uważa się również, że dymorfizm płciowy ogólnie koreluje z różnicami w inwestycjach rodzicielskich, jakie obie płcie czynią podczas rozrodu. W przypadku płetwonogich występuje związek pomiędzy wielkością dymorfizmu płciowego a wielkością haremu przypadającego na dominującego samca. Ekstremalny dymorfizm występuje choćby u słoni morskich. Natomiast u gatunków w mniejszym stopniu poligenicznych samce i samice nie różnią się rozmiarami ciała aż tak bardzo. Wśród Lobodontinae samice są nawet nieco większe od samców. Dymorfizm płciowy przejawia się także w drugorzędowych cechach płciowych u byków niektórych gatunków: wydatnej trąbie u samców słoni morskich, rozdymanej czerwonej błonie nosowej kapturnika, czy grubej szyi i grzywie samców uchatkowatych.

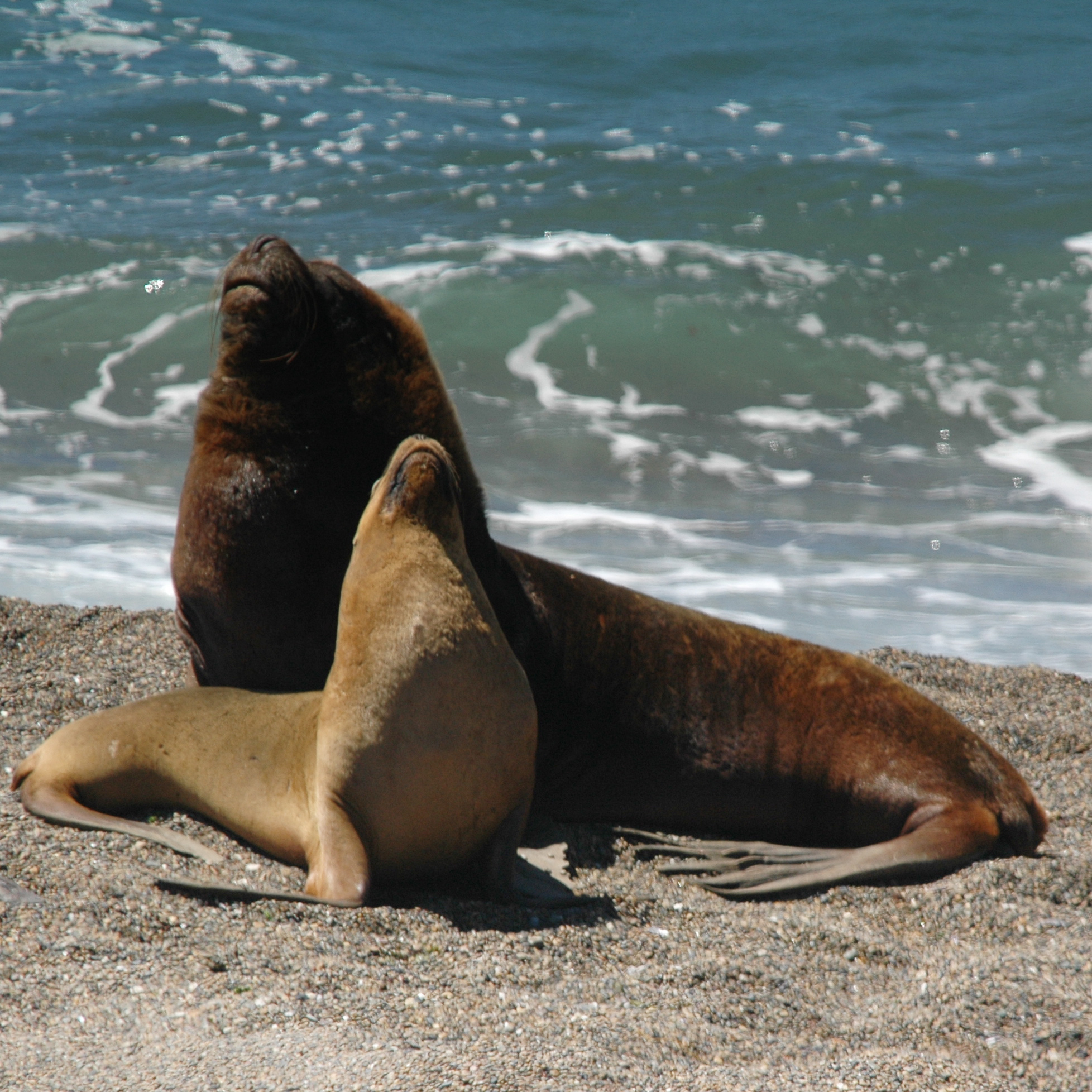
Morfologia samca i samica uchatki patagońskiej wykazuje szczególnie duży dymorfizm płciowy

Ciało wszystkich przedstawicieli płetwonogich pokryte jest futrem, z wyjątkiem morsów, których skóra jest naga, z nielicznymi tylko włosami. Jednak nawet u w pełni owłosionych płetwonogich (jak słonie morskie) futro jest rzadsze, niż u większości ssaków lądowych. W przypadku gatunków żyjących na lodzie młode mają grubsze futro, niż osobniki dorosłe (można tu wymienić fokę Weddella). Ich szczególne owłosienie nazywa się lanugo. Jest ono również masywniejsze niż wełniste, drobne i krótkie lanugo płodów i wcześniaków. Nie występuje ono u cieląt morsów, które oszczędzają ciepło dzięki swych dużym rozmiarom i przebywaniu razem z innymi osobnikami. Umaszczenie strony grzbietowej ciała dorosłych przedstawicieli płetwonogich jest ciemniejsze niż strony brzusznej, co może mieć znaczenie przystosowawcze: tak ubarwione osobniki są mniej widoczne podczas nurkowania, ponieważ jasny brzuch stanowi mniejszy kontrast na tle jasnej powierzchni wody – tym samym szanse jego wykrycia przez drapieżnika pływającego głębiej i spoglądającego ku górze w poszukiwaniu ofiar są mniejsze (countershading). Podobnie ciemny grzbiet jest mniej kontrastowy na ciemnym tle przy spoglądaniu w głąb wody. Czysto białe futro szczenięcia foki grenlandzkiej stanowi doskonały kamuflaż na śniegu i wśród lodu. Niektóre gatunki, jak foka pręgowana, nerpa obrączkowana czy lampart morski, posiadają ubarwienie maskujące w postaci nieregularnych wzorów utworzonych przez kontrastujące jasne i ciemne barwy (plamy). Wszystkie w pełni owłosione gatunki linieją. U fokowatych zdarza się to raz do roku, podczas gdy uchatkowate zmieniają szatę częściowo, przez cały rok. Płetwonogie dysponują warstwą podskórnej tkanki tłuszczowej, szczególnie grubej u fokowatych i morsa. Pomaga ona w utrzymaniu ciepła oraz dostarcza energii i substancji odżywczych, gdy zwierzę pości. Może stanowić nawet połowę masy ciała zwierzęcia. Noworodki mają jedynie cienką warstwę tłuszczu, ale niektóre gatunki kompensują to grubym meszkiem.
Płetwonogie dysponują jednokomorowym żołądkiem, podobnym do żołądka lądowych przedstawicieli rzędu drapieżnych. Długość jelita cienkiego waha się od ośmiokrotności długości ciała w przypadku uchatki kalifornijskiej, przez szesnastokrotność u foki pospolitej, do dwudziestopięciokrotności u słonia morskiego północnego. Przeciętnie iloraz ten wynosi u uchatkowatych ponad 18. Po zbadaniu przewodów pokarmowych uchatki kalifornijskiej, foki pospolitej i słonia morskiego północnego stwierdzono, że ich jelito cienkie jest dłuższe, niż cały przewód pokarmowy roślinożerców podobnej wielkości. Większość gatunków nie posiada ani kątnicy, ani wyraźnego odgraniczenia pomiędzy jelitem cienkim a grubym. Płetwonogie nie posiadają wyrostka robaczkowego. Jelito grube jest względnie krótkie i tylko nieznacznie grubsze od cienkiego. U słonia morskiego północnego jest krótsze, niż u uchatki kalifornijskiej czy foki pospolitej. Długość jelita może stanowić adaptację do częstego głębokiego nurkowania, zwiększona objętość przewodu pokarmowego służy jako wydłużony przedział magazynujący częściowo strawiony pokarm podczas zanurzenia. Wśród przyczyn rozwoju długiego przewodu pokarmowego podaje się też duże rozmiary zwierząt, duże zapotrzebowanie energetyczne i rodzaj spożywanego pokarmu.
Jak u większości ssaków morskich, nerki składają się z niewielkich płatów, mogą efektywnie usuwać z organizmu sól.

### Poruszanie się
Zwierzęta te mają po dwie pary płetw: przednią i tylną. Łokcie i kostki objęte zostały tułowiem. Płetwonogie nie są tak sprawnymi pływakami jak walenie: pływając mogą osiągnąć prędkość do 5-15 węzłów (9–28 km/h), podczas gdy niektóre gatunki delfinów – ok. 20 w. (37 km/h). Są natomiast bardziej zwinne i gibkie. Niektóre uchatkowate, jak uchatka kalifornijska, potrafią wyginać szyję w tył, sięgając swych tylnych płetw, co pozwala im na dokonywanie zwrotów przez grzbiet. Płetwonogie wykształciły adaptacje zmniejszające opór. Posiadają opływowy kształt ciała, między innymi dzięki podskórnej warstwie tłuszczu. Ich pęczki mięśniowe w skórze układają się w wysmukłe sieci, co sprzyja przepływowi laminarnemu i ułatwia im sunąć przez wodę. Nie mają mięśni przywłosowych, co ułatwia układanie się włosa wzdłuż ciała, zgodnie z kierunkiem przepływu wody w trakcie pływania i tym samym redukuje opór. W jednym z doświadczeń wykazano, że po ogoleniu skóry opór towarzyszący pływaniu wzrósł.
Płynąc, uchatkowate polegają na swych przednich płetwach, używając ich jak skrzydeł, w sposób podobny do występującego u pingwinów czy żółwi morskich. Ruch przedniej pary płetw nie jest ciągły, zwierzę sunie pomiędzy każdym odbiciem. W porównaniu z drapieżnymi lądowymi długość kończyn przednich uchatkowatych uległa redukcji, co zaowocowało korzyścią mechaniczną mięśni stawów ramiennego i łokciowego. Tylna para płetw służy do stabilizacji. Fokowate i morsy pływają dzięki ruchom tylnych płetw i tylnej części ciała na boki, natomiast przednie płetwy pełnią funkcję steru. Pewne gatunki częściowo wynurzają się z wody, co może pozwalać im na przyśpieszenie podróży. W dodatku Otariinae znane są z „ujeżdżania” fal, co prawdopodobnie zmniejsza zużycie energii.
Płetwonogie potrafią poruszać się po lądzie, choć nie tak sprawnie, jak ich lądowi krewniacy. Uchatkowate i morsowate potrafią skierować swe tylne łapy do przodu, pod ciało, i spacerować w ten sposób na czterech kończynach. Przednie łapy poruszają się w kierunku raczej poprzecznym, niż strzałkowym. Uchatkowate wykorzystują na lądzie ruchy głowy i szyi w większym stopniu, niż tylne płetwy. Poruszając się, Otariisae wytwarzają pęd, machając głową i szyją. Stwierdzono, że niektórzy przedstawiciele Otariinae mogą wspinać się po schodach. Fokowate na lądzie poruszają się mniej zwinnie. Nie potrafią zwrócić ku przodowi swych tylnych płetw, poruszając się poprzez szarpnięcia, odbicia, podrygi. Utrzymują równowagę dzięki przedniej parze płetw. Pewne gatunki używają jej do ciągnięcia się do przodu. Fokom łatwiej jest się poruszać po lodzie, ponieważ mogą się wówczas ślizgać na brzuchu.

### Zmysły

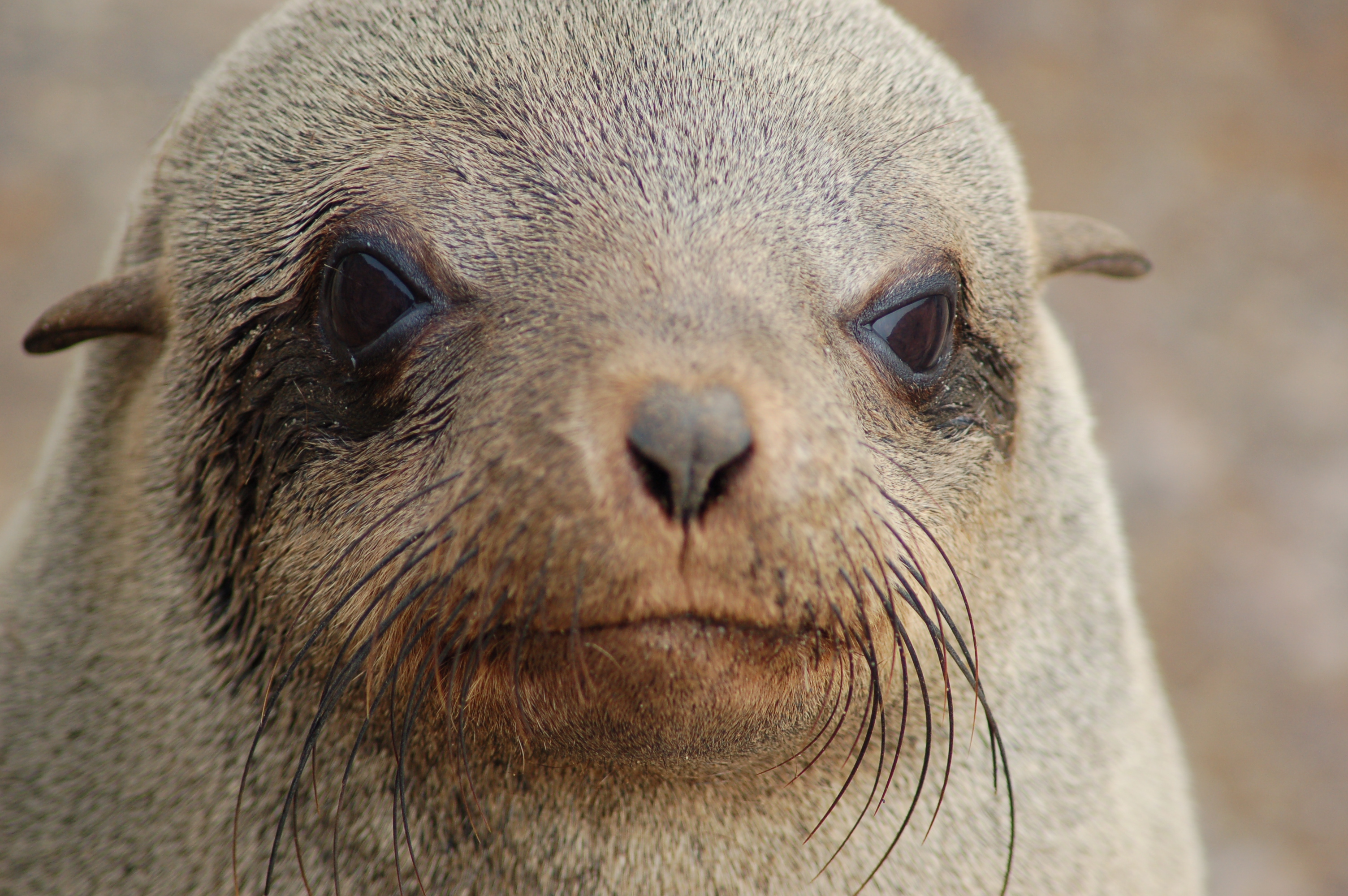
Głowa przedstawiciela uchatkowatych

Oczy płetwonogich są duże w stosunku do wymiarów ciała. Leżą z przodu głowy. Jedyny wyjątek to mors, którego oczy leżą po bokach głowy. Ponieważ żywi się on bentonicznymi małżami, które, w większości, nie mogą uciekać, mniejsze pole widzenia stereoskopowego spowodowane ułożeniem oczu po bokach głowy nie stanowi poważnej przeszkody, natomiast szersze całkowite pole widzenia zapewnia wcześniejsze wykrycie zagrożenia. Oczy płetwonogich wykazują adaptacje do widzenia zarówno pod wodą, jak i w powietrzu.
Na powierzchni rogówki płetwonogich, w centralnej części, znajduje się obszar o średnicy ok. 6–10 mm i o prawie płaskiej powierzchni. Dzięki temu, mimo że współczynniki załamania światła w wodzie i w powietrzu są różne, światło wpadające do oka płetwonogich przez ten obszar będzie (w określonych warunkach) prawie tak samo załamywane, niezależnie od tego czy zwierzę przebywa w wodzie czy na powietrzu. Z uwagi na różnic w spłaszczeniu w obrębie poszczególnych południków rogówki foki pospolitej pojawia się astygmatyzm (przeważa spłaszczenie w płaszczyźnie wertykalnej). Płetwonogie posiadają też bardzo umięśnioną i unaczynioną tęczówkę. Dobrze rozwinięty mięsień rozwieracz źrenicy umożliwia regulację średnicy źrenicy w szerokim zakresie. Skurczona źrenica przyjmuje typowo kształt gruszkowaty, u foki wąsatej jest bardziej podłużna. U gatunków żyjących w płytkich wodach, jak foka pospolita czy uchatka kalifornijska, zakres zmian średnicy źrenicy jest mniejszy (powierzchnia otworu przy maksymalnie zwężonej źrenicy jest, odpowiednio, 70 razy i 26 razy mniejsza niż całkowicie rozszerzonej źrenicy), podczas gdy u nurkującego głęboko słonia morskiego zakres zmian jest znacznie większy (od 0,9 mm² do 422 mm² – zmiana 470-krotna). Jego soczewka jest przeważnie sferyczna albo też nieznacznie eliptyczna. Akomodacja rozwinięta jest słabo bądź w ogóle, pomimo mięśnia rzęskowego bardziej rozwiniętego, niż u waleni. Sztywne ciało szkliste stwierdzono u kotika zwyczajnego, co ma wpływ na utrzymaniu kształtu gałki ocznej. Duża część siatkówki jest równoodległa od środka soczewki. Błona odblaskowa typu tapetum cellulosum, ułatwiająca widzenie pod wodą, w warunkach małej dostępności światła, należy do najlepiej rozwiniętych wśród ssaków. Buduje ją od 20 do 34 warstw. Przystosowania do widzenia pod wodą (m.in. niemal sferyczna soczewka, eliptyczna gałka oczna) powodują, że na lądzie zwierzęta te są krótkowidzami, zwłaszcza w słabym oświetleniu, przy szeroko otwartej źrenicy. Przy dobrym oświetleniu skurczona źrenica poprawia ostrość widzenia. U Pinnipedia żyjących na lądzie jak foka grenlandzka rogówki mogą wytrzymać wyższy poziom promieniowania ultrafioletowego odbijanego przez otoczenie w białych, śnieżnych siedliskach. W efekcie nie cierpią na ślepotę śnieżną. Płetwonogie zdają się posiadać ograniczone widzenie barwne, nie mają bowiem czopków S. Mięśnie zewnętrzne gałki ocznej morsa są mocno rozwinięte, a brak sklepienia oczodołu powoduje, że jego gałki oczne wystają mocno z oczodołu. Zwiększa to pole widzenia morsa, i umożliwia widzenie w kierunkach czołowym i grzbietowym. Płetwonogie wydzielają duże ilości śluzu chroniącego ich oczy. Nabłonek rogówki jest skeratynizowany. Gruba twardówka amortyzuje zmiany ciśnienia podczas nurkowania. Jak wiele ssaków i ptaków, płetwonogie mają migotkę.

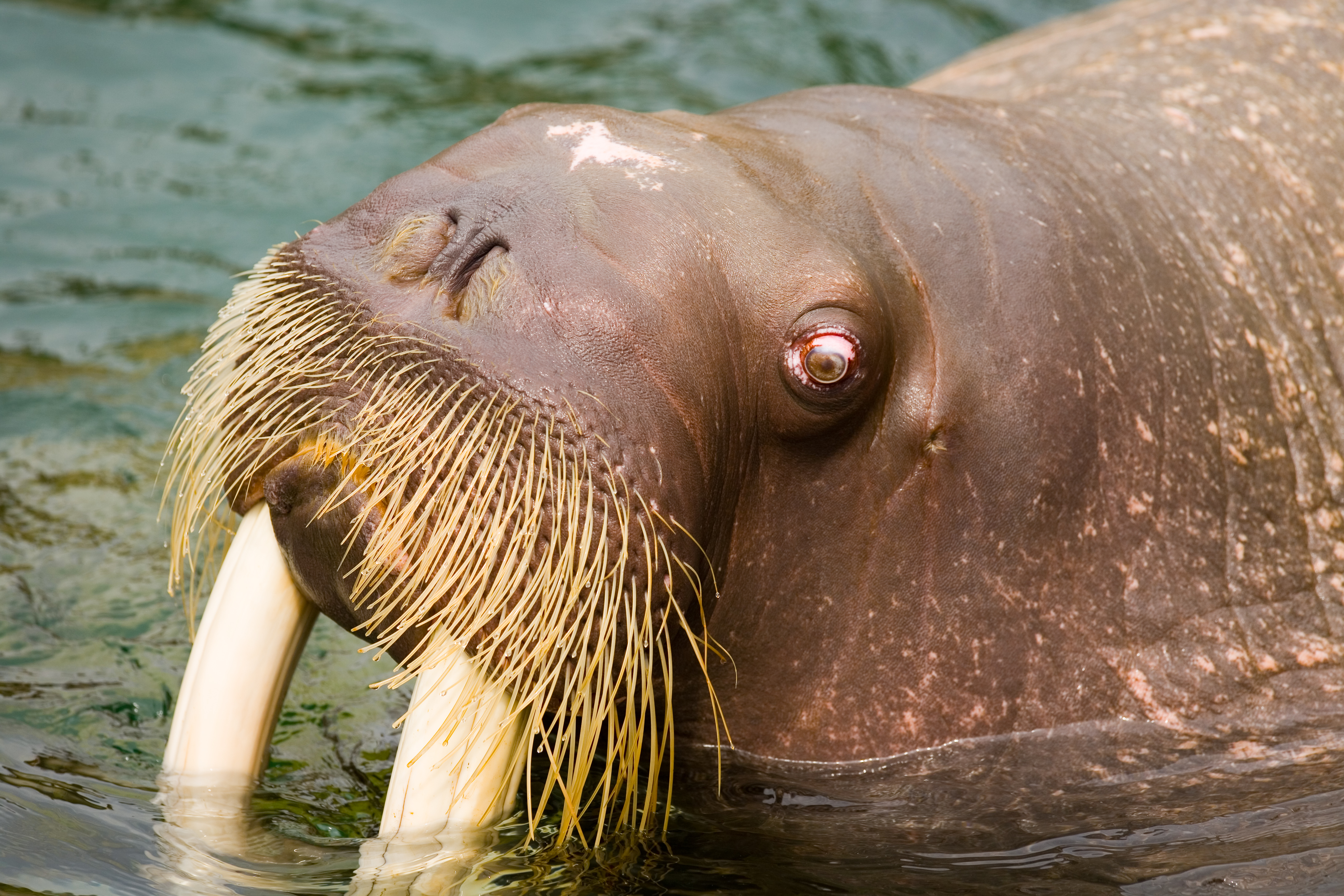
Wąsy morsa

Zmysł słuchu płetwonogich jest dobrze przystosowany do odbierania dźwięków pod wodą, dzięki niemu mogą tam odbierać dźwięki o częstotliwości do 70000 Hz. W powietrzu ich słuch jest nieco gorszy w porównaniu do wielu ssaków lądowych: choć zakres częstotliwości odbieranych dźwięków jest zbliżony do zakresu, jaki odbiera człowiek, to czułość słuchu jest gorsza. Okazuje się, że spośród trzech gatunków: foki pospolitej, uchatki kalifornijskiej i słonia morskiego północnego, uchatka lepiej słyszy w powietrzu, foka pospolita równie dobrze słyszy w powietrzu jak i pod wodą, natomiast słoń morski lepiej słyszy pod wodą. Choć płetwonogie mają na lądzie naprawdę dobry węch, pozostaje on niewykorzystany podczas zanurzenia, gdy ich nozdrza pozostają zamknięte. Uznaje się więc, że węch ustępuje słuchowi i wzrokowi.
U płetwonogich dobrze rozwinięty jest zmysł dotyku. Ich wibrysy są dziesięć razy bardziej unerwione niż u ssaków lądowych, co pozwala im wyczuwać nawet niewielkie drgania przenoszone przez wodę, co jest użyteczne podczas żerowania, może pomagać lub zastępować wzrok, zwłaszcza w ciemności. Wibrysy pewnych uchatkowatych są naprawdę długie: u uchatki antarktycznej osiągać mogą 41 cm. Najwięcej występuje ich u morsa: 600–700 pojedynczych włosów. Odgrywają ważną rolę w wyszukiwaniu zdobyczy w mętnym dnie morza. W przeciwieństwie do ssaków lądowych, takich jak gryzonie, płetwonogie nie ruszają swymi wibrysami, ale wyciągają swe ruchome wąsy i trzymają je w jednej pozycji. Prócz żerowania wibrysy mogą również odgrywać rolę w orientacji przestrzennej – wydaje się, że foka pstra wykorzystuje je do odnajdywania drogi do otworów w lodzie, służących do zaczerpnięcia powietrza.

### Adaptacje do nurkowania
Przed nurkowaniem płetwonogie wykonują wydech i zanurzają się z minimalna ilością powietrza w płucach. Następnie zamykają nozdrza i chrząstki gardła w celu ochrony tchawicy. Podczas nurkowania wzrastające ciśnienie ściska płuca, wypychając powietrze z pęcherzyków płucnych do oskrzeli i tchawicy. Serce jest umiarkowanie spłaszczone, co ułatwia zapadanie się płuc. Brak powietrza w płucach, w połączeniu z ograniczonym o połowę dopływem krwi do płuc, ogranicza ryzyko choroby kesonowej i narkozy azotowej. Drogi oddechowe są wzmocnione chrzęstnymi pierścieniami i mięśniami gładkimi, co zabezpiecza je przed zgnieceniem oraz, w odróżnieniu od ssaków lądowych, umożliwia płetwonogim powtórne napełnienie płuca, które uległy zapadnięciu.
Ucho środkowe zawiera zatoki, które prawdopodobnie podczas nurkowania wypełniają się krwią, zabezpieczając je przed skutkami zmiany ciśnienia.
Kolejne przystosowanie dotyczy magazynowania tlenu. U fok objętość krwi jest, w przeliczeniu na masę ciała, dwukrotnie większa niż u ich lądowych pobratymców. U słoni morskich stanowi ona nawet 20% masy ich ciała. Krew ta jest magazynowana na obwodzie ciała i na wewnętrznej stronie klatki piersiowej, w unikalnym, złożonym systemie sieci dziwnych oraz skręconych spiralnie tętnic i cienkościennych żył. Ponadto pojemność tlenowa krwi, jak stwierdzono u fok, jest większa nawet niż wyjątkowo wysoka pojemność tlenowa krwi człowieka (odpowiednio: 30-40 ml O2/100 ml krwi, wobec 20 ml O2/100 ml). Dodatkowym rezerwuarem tlenu jest hemoglobina i mioglobina w mięśniach płetwonogich. Ilość mioglobiny w mięśniach, w przeliczeniu na masę mięśnia, jest u płetwonogich o rząd wielkości większa niż u ssaków lądowych. Powoduje to charakterystyczną, bardzo ciemną, prawie czarną po ugotowaniu, barwę mięsa fok. W rezultacie płetwonogie są w stanie zmagazynować w ciele prawie dwukrotnie więcej tlenu niż porównywalny wielkością ssak lądowy. Inaczej jest też rozłożony – podczas gdy u człowieka połowa tlenu zmagazynowana jest we krwi, a ok. ⅓ w płucach i tylko 13% w mięśniach, u foki Weddella w płucach jest go tylko 5%, w mięśniach ¼, a we krwi 70%.
Płetwonogie cechuje występowanie odruchu nurkowania. Podczas nurkowania spada częstość akcji serca (nawet do 1/10 częstości na powierzchni). Zmniejszeniu pojemności minutowej serca towarzyszy wzrost oporu przepływu na obwodzie (zwężenie naczyń), dzięki czemu nie dochodzi do obniżenia ciśnienia krwi. W rezultacie tylko najważniejsze narządy (mózg, móżdżek, oczy, płuca) są dobrze ukrwione, dopływ krwi do pozostałych narządów ulega ograniczeniu (np. w przypadku serca – do 17%, wątroby i mięśni szkieletowych – do 6%). Występowanie odruchowego zaciśnięcia zwieraczy nozdrzy sprawia, że w odróżnieniu od pozostałych ssaków, które będąc długo pod wodą odruchowo wciągają do płuc wodę zamiast powietrza i toną, płetwonogie, które nie mogą wydostać się na czas na powierzchnię, duszą się.
Mięśnie płetwonogich po wyczerpaniu zasobów tlenu muszą więc korzystać z glikolizy, co powoduje znaczny wzrost stężenia kwasu mlekowego. Jak się okazuje, płetwonogie mogą tolerować wyższy poziom kwasu mlekowego w mięśniach. Dodatkowo wydaje się, że płetwonogie są w stanie w trakcie nurkowania ograniczyć tempo metabolizmu, co ogranicza zużycie tlenu.
Kolejną adaptacją, przypuszczalnie związaną z aktywnością nadnerczy, jest niewrażliwość nerwów na ciśnienie panujące w głębinach, które u ssaków lądowych wywoływałoby konwulsje.
W rezultacie adaptacje te pozwalają na zadziwiająco długie nurkowania. Najlepszym nurkiem wśród płetwonogich jest weddelka arktyczna, która dobrowolnie nurkuje na głębokość ponad 600 m, i może spędzić pod wodą ponad 60 minut, a według innych badaczy jeszcze głębiej i dłużej. Nurkowanie może jednak mieć różną formę. Foki, polując, sięgają głęboko, pływają szybko i zużywają tlen, tak że takie nurkowanie nie przekracza 20 minut. Natomiast pływając pod lodem w poszukiwaniu otworu, nie schodzą głęboko, wykorzystują metabolizm beztlenowy, a takie nurkowanie może trwać rekordowo długo.

### Termoregulacja

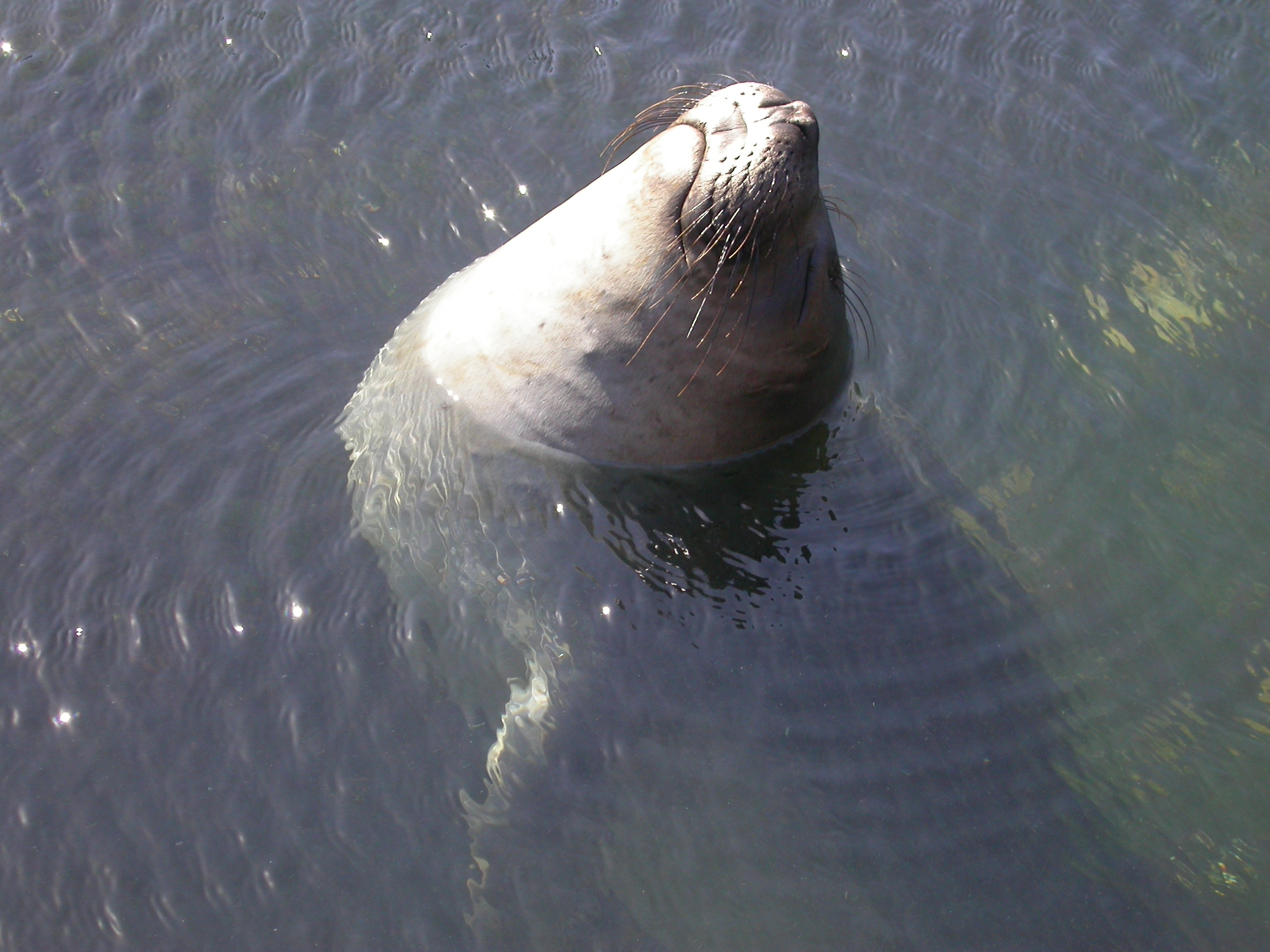
Słoń morski północny odpoczywający w wodzie

Woda ma duże ciepło właściwe, co stwarza duże wyzwania dla stałocieplnych ssaków związanych ze środowiskiem wodnym. U płetwonogich utratę ciepła podczas nurkowania ogranicza zwarty kształt ciała oraz ochronne warstwy futra i tłuszczu. Dodatkowo w wodzie powierzchowne naczynia krwionośne ulegają skurczowi, zmniejszając utratę ciepła. Mechanizm ten nie działa na lądzie, jako że mitozy produkujące nowe komórki skóry zachodzić mogą tylko w skórze ogrzanej.
W kończynach płetwonogich występuje przeciwprądowy wymiennik ciepła: żyły odprowadzające zimną krew z kończyn biegną równolegle tuż przy tętnicach doprowadzających ogrzaną krew. Gorąca krew tętnicza, płynąc do płetwy, oddaje ciepło zimnej krwi powracającej z płetwy, która ogrzewa się i w wyniku tego nie chłodzi wnętrza organizmu. Dzięki czemu straty ciepła przez eksponowaną powierzchnię płetwy są zminimalizowane. Te same przystosowania, ograniczające utratę ciepła w wodzie, ograniczają także utratę ciepła na powietrzu, przy mroźnej pogodzie.
Na lądzie wychłodzeniu przeciwdziała też gromadzenie się razem. Jednak nie można w ten sposób wyjaśnić tego zachowania u wszystkich gatunków, u niektórych gruby podszerstek wystarczająco chroni je na lądzie. Przykład stanowi uchatka karłowata.
Równie niebezpieczne jak wychłodzenie jest przegrzanie. By przeciwdziałać przegrzaniu, osobniki wielu gatunków chłodzą się, nagarniając płetwami piasek na swój grzbiet. Warstwa chłodnego, wilgotnego piachu na skórze ułatwia utratę ciepła. Kotik zwyczajny dyszy, by się schłodzić, a mniszki często kopią dziury w piasku, aby dostać się do głębszych, chłodniejszych warstw, na których spoczywają, żeby się ochłodzić.

### Sen
Płetwonogie spędzają na morzu wiele miesięcy, w związku z czym zmuszone są spać w wodzie. Naukowcy odnotowali osobniki przysypiające na kilka minut podczas wolnego dryfu w pozycji brzuchem do góry. Jak inne ssaki morskie, płetwonogie śpią w wodzie tylko jedną półkulą mózgu, podczas gdy druga czuwa – dzięki temu mogą zauważyć drapieżnika i uciec. Podczas snu na lądzie obie półkule mózgu odpoczywają.

## Rozmieszczenie geograficzne i siedlisko

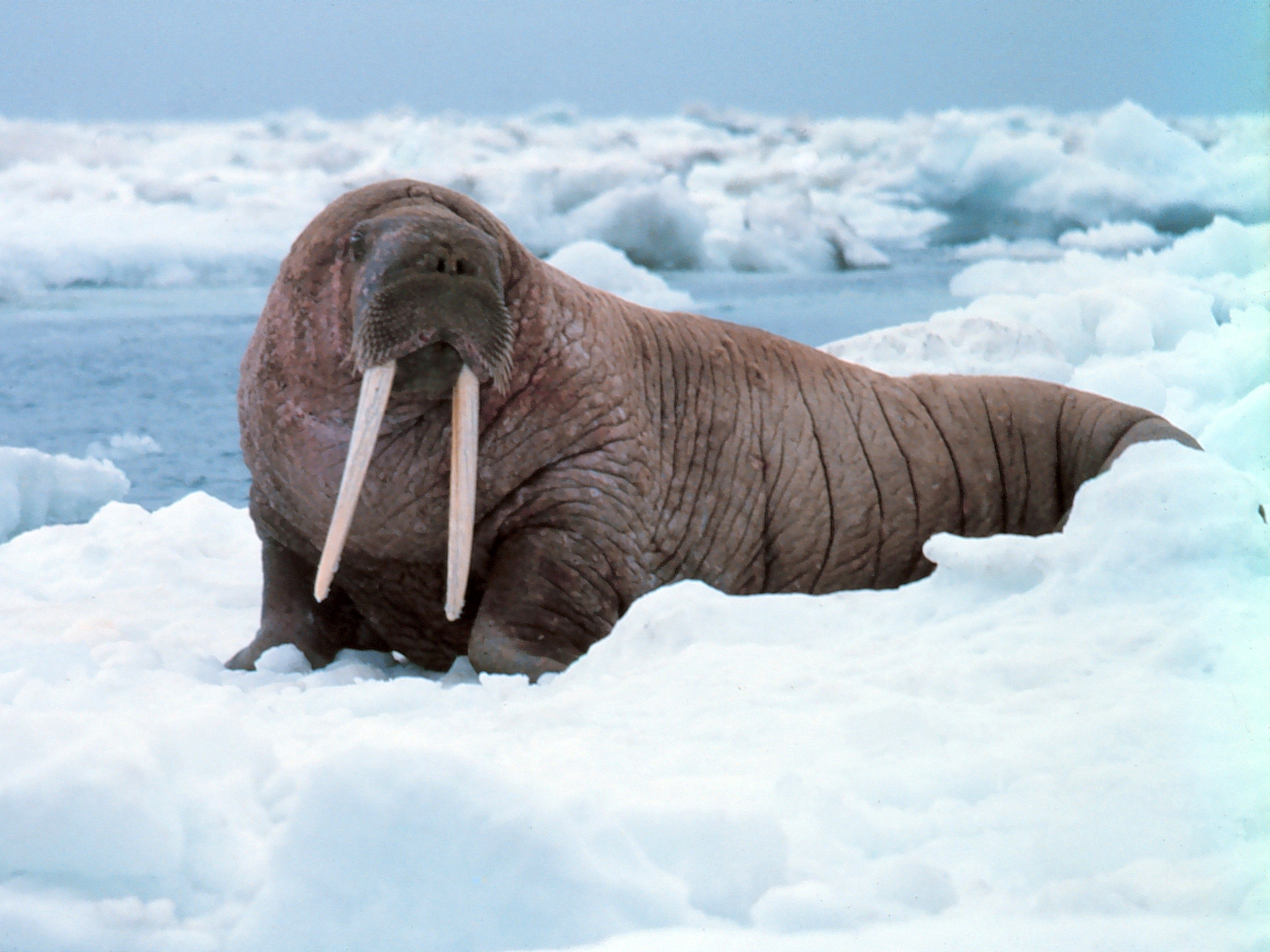
Mors wśród lodów Alaski. Gatunek ten cechuje nieciągły zasięg występowania wokół koła podbiegunowego północnego

Współczesne płetwonogie zamieszkują głównie rejony polarne lub podbiegunowe, zwłaszcza Północny Atlantyk, Północny Pacyfik i Ocean Południowy. Nie występują w wodach regionu indomalajskiego. Mniszki i niektóre uchatkowate żyją w wodach zwrotnikowych lub podzwrotnikowych. Płetwonogie zazwyczaj jednak występują w wodach chłodnych, o temperaturze poniżej 20 °C, i bogatych w składniki odżywcze. Nawet te zamieszkujące w ciepłych czy zwrotnikowych klimatach żyją w akwenach chłodniejszych i bogatszych w pożywienie dzięki prądom morskim. Tylko mniszki bytują w wodach, które nie są typowo chłodne i bogate w składniki odżywcze. Foka kaspijska i foka bajkalska żyją w dużych zbiornikach śródlądowych, odpowiednio Morzu Kaspijskim i jeziorze Bajkał.
Płetwonogie zasiedlają różnorodne siedliska wodne, jak wody przybrzeżne, otwarty ocean, wody brachiczne, a nawet słodkowodne jeziora i rzeki. Większość gatunków zamieszkuje akweny przybrzeżne. Foka bajkalska jest jedynym gatunkiem słodkowodnym, ale niektóre nerpy obrączkowane żyją w słodkowodnych jeziorach Rosji niedaleko Morza Bałtyckiego. Ponadto osobniki foki pospolitej mogą odwiedzać estuaria, jeziora i rzeki, gdzie czasami przebywają nawet przez cały rok. Wody słodkie odwiedzają również uchatka kalifornijska i uchatka patagońska. Płetwonogie wykorzystują też rozmaite siedliska lądowe, na wyspach jak i na lądzie kontynentalnym. W rejonach klimatu umiarkowanego i tropikalnego gromadzą się na piaszczystych lub otoczakowych plażach, kamienistych wybrzeżach, mieliznach, w basenach pływowych i jaskiniach nadmorskich. Pewne gatunki wypoczywają również na strukturach stworzonych przez człowieka, takich jak mola, pirsy, boje i platformy wiertnicze. Płetwonogie mogą zapuszczać się głębiej na ląd i odpoczywać wśród roślinności porastającej piasek, a nawet wspinać się na klify. Przedstawiciele tej grupy z Galapagos postępują tak przez cały rok. Gatunki polarne gromadzą się na zwartym lodzie przy lądzie (tzw. fast ice) i na lodzie morskim. Ich zgromadzenia zazwyczaj jednak mają związek z rozrodem.

## Zachowanie

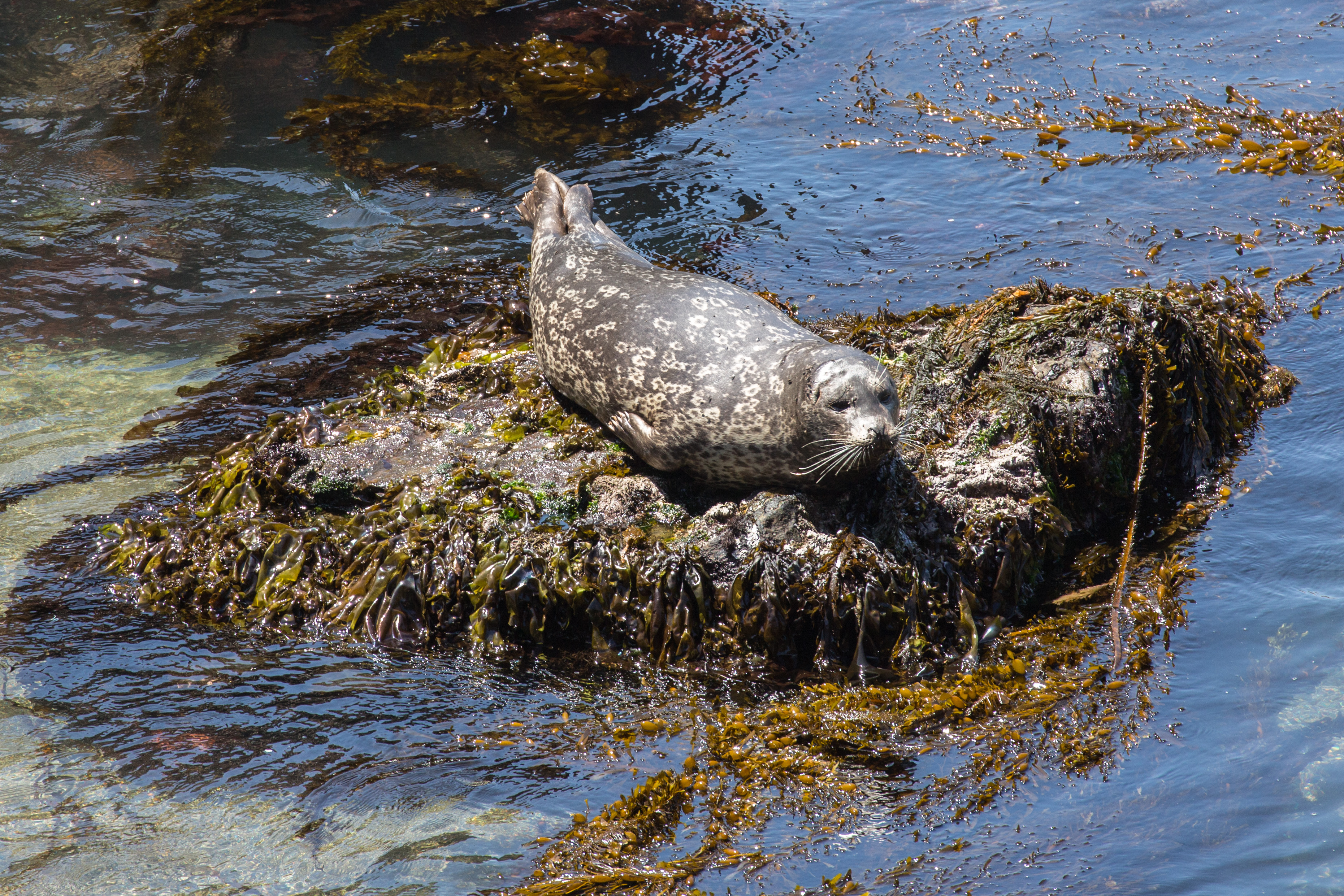
Foka pospolita wypoczywa na skale

Płetwonogie wiodą ziemno-wodny tryb życia. Większą część życia spędzają w wodzie, na ląd (lód) wychodzą, by łączyć się w pary, wydawać na świat potomstwo, linieć, wypoczywać, w celu termoregulacji oraz by chronić się przed drapieżnikami wodnymi. Kilka gatunków podejmuje długodystansowe migracje, głównie w odpowiedzi na ekstremalne zmiany w środowisku, jak El Niño czy zmiany w pokrywie lodowej. Słonie morskie spędzają w morzu od 8 do 10 miesięcy w roku i migrują pomiędzy miejscami linienia i rozrodu. Słoń morski północny ustanowił rekord długości migracji dla ssaka, przemierzając 18000–21000 km. Fokowate przejawiają większą tendencję do migrowania, niż uchatkowate. Płetwonogie w trakcie migracji określają swoje położenie na podstawie odkształceń ziemskiego pola magnetycznego, prądów morskich i wiatrów, pozycji słońca i księżyca, jak też smaku i temperatury wody.
Płetwonogie nurkują w celu zdobycia pożywienia bądź ucieczki przed drapieżnikami. W trakcie żerowania weddelka arktyczna nurkuje zazwyczaj nie dłużej niż kwadrans na głębokość do 400 m, może jednak przebywać pod wodą do 73 min i zanurzyć się na głębokość do 600 m, a według innych autorów nawet ponad 700 m i 80 min, jednak różne tryby nurkowania (w celu polowania lub w celu przepłynięcia na większą odległość pod lodem) oznaczają, że głębsze zanurzenie zwykle trwa krócej, a dłuższe są zwykle płytsze. Słoń morski północny często nurkuje na 350–650 m, a czas jego nurkowania wynosi zazwyczaj około 20 min. Potrafi jednak zanurzyć się na 1250 m i spędzić pod wodą 62 min. Asaga i współpracownicy, obserwując 3 samice, określili maksymalną głębokość właśnie na 1250 m, a maksymalny czas nurkowania na 50,1 min, wyróżnili też kilka różnych typów nurkowania słonia morskiego, oznaczając je kolejnymi literami alfabetu. U gatunku południowego zagłębianie się następowało z prędkością 1,64 m/s, wynurzanie się zaś było wolniejsze – 1,44 m/s. Uchatkowate nurkują krócej i na płytsze głębokości. Zazwyczaj przebywają pod wodą 5–7 min, docierają do głębokości 30–45 m. Odnotowany rekord nurkowania uchatki nowozelandzkiej to 460 m i 12 min. Morsy rzadko nurkują głęboko, żywią się bowiem w płytkich wodach.

### Pożywienie i drapieżnictwo

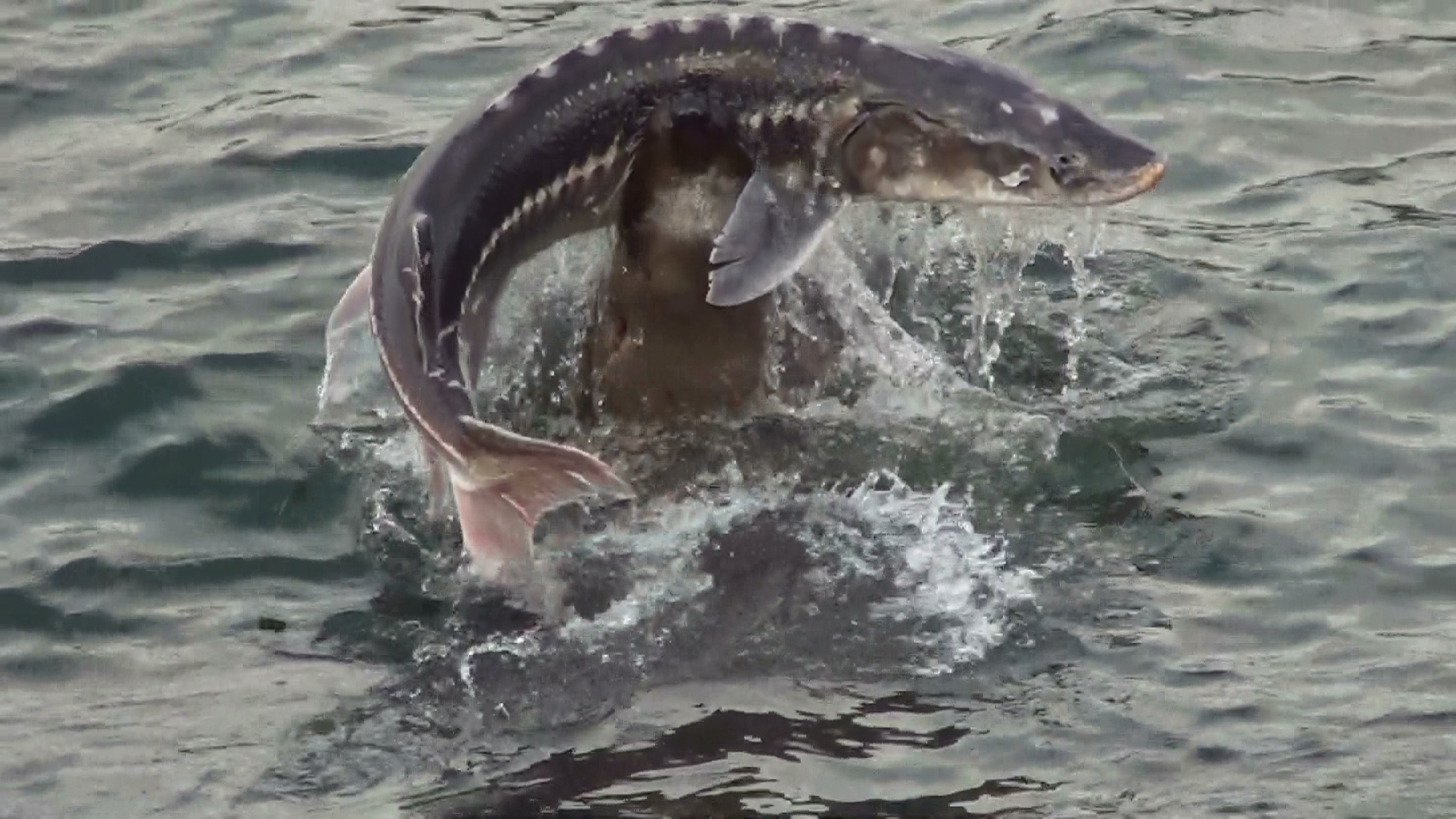
Uchatka grzywiasta z jesiotrem amerykańskim

Wszystkie płetwonogie są drapieżnikami. W skład ich diety wchodzą głównie ryby i głowonogi, skorupiaki i małże, w końcu zaś zooplankton, ptaki morskie i inne ssaki. Choć większość płetwonogich jest generalistami i oportunistami pokarmowymi, istnieje jednak kilka gatunków wyspecjalizowanych w odżywianiu się konkretnym typem pokarmu. Są to: krabojad, spożywający głównie szczętki, nerpa obrączkowana jadająca głównie skorupiaki, foka Rossa i słoń morski południowy wyspecjalizowane w jedzeniu kałamarnic, a także foka wąsata i mors konsumujące małże i inne bezkręgowce bentosowe. Płetwonogie mogą polować samotnie bądź współpracując ze sobą. Ten pierwszy sposób typowy jest dla polowań na samotnie pływające ryby, ptaki i ssaki oraz wolno poruszające się bądź nieruchawe bezkręgowce. Gatunki polujące w samotności zazwyczaj eksploatują wody przybrzeżne, zatoki i rzeki. Wyjątek stanowi tutaj słoń morski północny, żywiący się w oddaleniu od brzegu na znacznych głębokościach pelagicznymi rybami. Ponadto morsy żerują samodzielnie, ale często w otoczeniu innych morsów w małych bądź większych grupkach, podpływających ku powierzchni i nurkujących w głąb jednocześnie. Kiedy nawinie się większa ławica ryb bądź kałamarnic, płetwonogie, między innymi niektóre uchatkowate, polują razem w dużych grupach. Niektóre gatunki, jak uchatka kalifornijska czy otaria, polują wspólnie z waleniami i ptakami morskimi. Płetwonogie zazwyczaj spożywają swą zdobycz pod wodą, połykając ją w całości. Jeśli jest zbyt duża lub trudna do połknięcia, drapieżnik zabiera ją na powierzchnię, gdzie ją rozrywa. Lampart morski, polujący głównie na pingwinów, znany jest z tego, że uśmierca swą zdobycz gwałtownie potrząsając nią w tył i w przód, aż do urwania głowy. Skomplikowane guzki na zębach gatunków filtrujących, w tym krabojada, pozwalają im odfiltrowywać wodę przed połknięciem ich planktonicznego pożywienia. W unikalny sposób żywi się mors, który wysysa mięso małży z muszli, pomagając sobie swym językiem. Płetwonogie zazwyczaj polują w wodzie, jednak uchatka patagońska potrafi zdobyć pingwiny na lądzie. Osobniki niektórych gatunków połykają kamienie, jednak powodów tego zachowania jeszcze nie ustalono. Choć mogą pić wodę morską, płetwonogie pobierają większość płynów ze zjadaną zdobyczą. Picie wody morskiej jest uważane za zachowanie wyjątkowe (np. w trakcie godów, gdy samce długo przebywają na nasłonecznionej powierzchni i wydatkują dużo energii), a doświadczenia z przymusowym jej wprowadzaniem do żołądków powodowały wymioty i biegunkę.

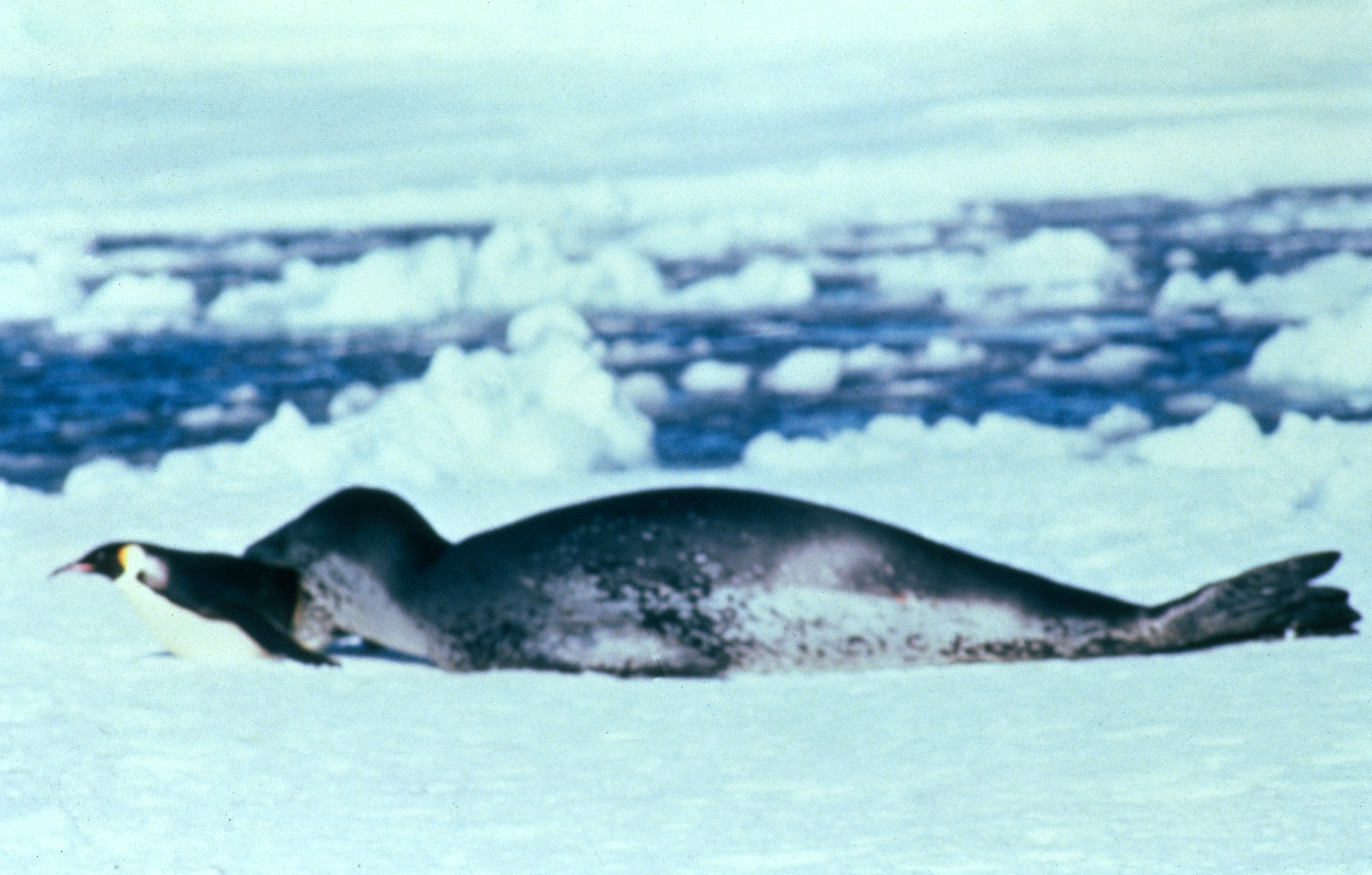
Lampart morski polujący na pingwina cesarskiego

Płetwonogie stanowią pokarm dla innych drapieżników. Na przedstawicieli większości gatunków płetwonogich napada orka. By złapać i zabić któreś z tych zwierząt, orka ciągle zadaje ciosy głową, uderza ogonem i podrzuca w powietrze. Zazwyczaj w polowaniu bierze udział grupa licząca do 10 osobników, ale okazjonalnie polują większe grupy bądź samotne orki. Szczenięta płetwonogich częściej padają łupem orek niż osobniki dorosłe. Duże rekiny to kolejni ważni drapieżnicy polujący na płetwonogie: najczęściej na tę zdobycz łakomią się żarłacze białe, ale też o żarłacze tygrysie i ostronosy. Rekiny zazwyczaj atakują z zasadzki od dołu, ofierze jednak często udaje się uciec. Często widuje się płetwonogie z ranami od ataków rekinów: u uchatkowatych rany te znajdują się w tylnej części ciała, podczas gdy u fokowatych – w przedniej. Płetwonogie padają również łupem drapieżników lądowych. Niedźwiedź polarny jest dobrze przystosowany do polowań na arktyczne foki i morsy, zwłaszcza na szczenięta. Niedźwiedzie znane są z taktyki wyczekiwania na ofiarę u otworu oddechowego, ale też z aktywnych łowów i ścigania swej zdobyczy na lodzie i w wodzie. Inne lądowe drapieżniki to puma, hiena brunatna i różne gatunki psowatych, w większości polujące na młode.
Płetwonogie zmniejszają zagrożenie drapieżnictwem, gromadząc się w grupy. Niektóre gatunki broniąc się potrafią zadawać rany napastnikom dzięki swym ostrym kłom. Dorosły mors jest w stanie zabić napastującego go niedźwiedzia polarnego. Przebywając daleko w morzu słoń morski północny unika drapieżnictwa ze strony polujących na powierzchni orek czy żarłaczy białych poprzez głębokie nurkowania. W Antarktyce, gdzie nie ma drapieżników lądowych, płetwonogie spędzają więcej czasu na lodzie, niż ich odpowiedniki w Arktyce. Nerpa obrączkowana buduje sobie legowisko pod powierzchnią lodu, by ukryć się przed takimi drapieżnikami, jak niedźwiedź polarny.
Wśród płetwonogich odnotowano również drapieżnictwo międzygatunkowe. Lampart morski znany jest z polowania na inne gatunki płetwonogich, zwłaszcza na krabojada. Zazwyczaj poluje na szczenięta, które stanowią ważną część jego diety w okresie od listopada do stycznia. Starsze krabojady często noszą na swym ciele blizny po nieudanych atakach lampartów morskich. W niektórych populacjach krabojadów nawet 75% osobników nosi takie blizny. Morsy, choć wyspecjalizowały się w żywieniu bezkręgowcami bentosowymi, okazjonalnie polują na foki. Zabijają zdobycz swymi długimi kłami, spożywając następnie jej skórę i tłuszcz. Odnotowano, że uchatka grzywiasta okazjonalnie żywi się szczeniętami foki pospolitej, kotika zwyczajnego i uchatki kalifornijskiej. Uchatka nowozelandzka żywi się szczeniętami niektórych innych gatunków uchatkowatych, a otaria może polować na Arctocephalus australis.
Płetwonogie często są żywicielami pasożytów, w przypadku fok zanotowano wzrost zapasożycenia przez kolcogłowy, jak również występowanie epizootii nosówki foczej (pokrewnej nosówce psów).

### Cykl życiowy

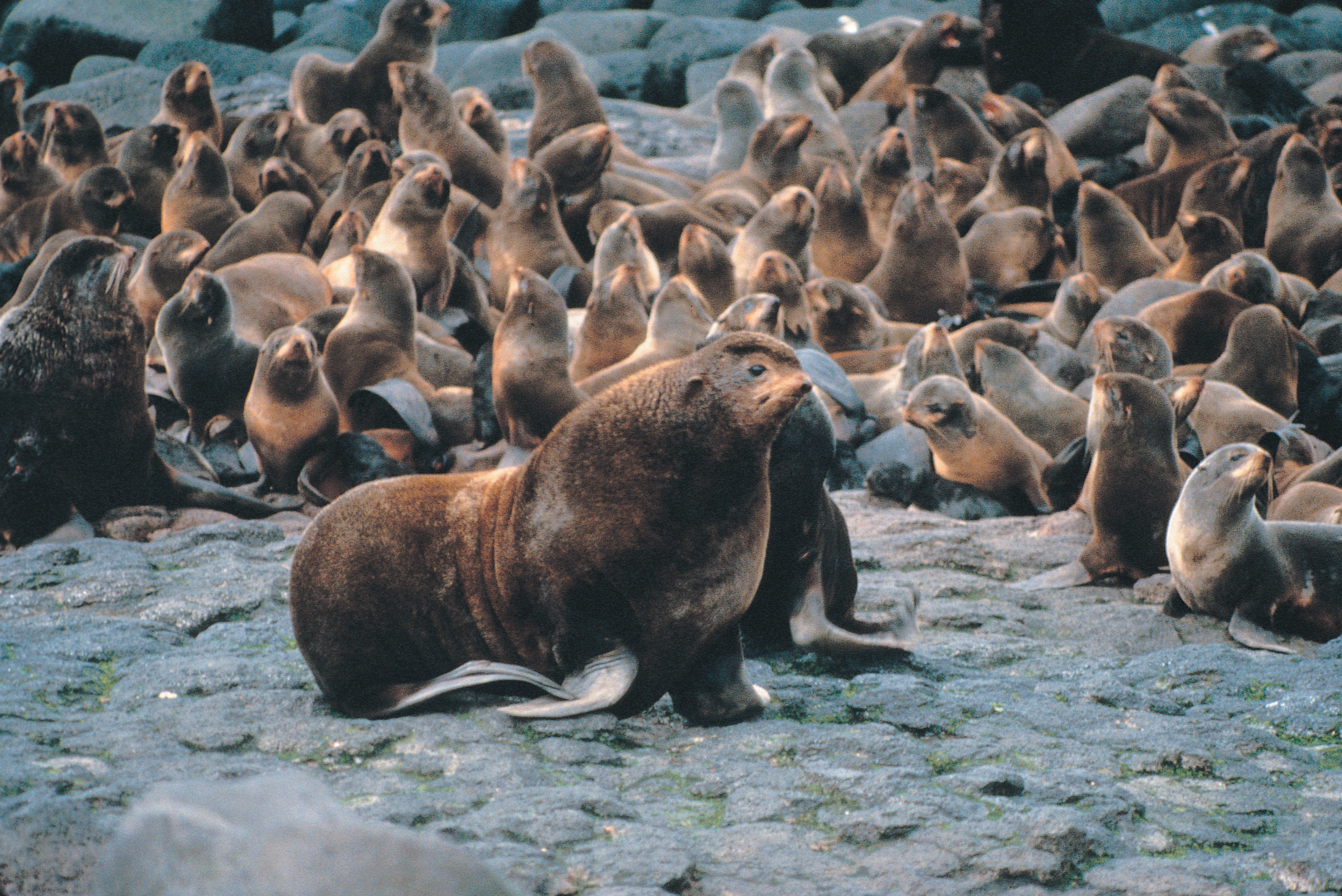
Kolonia rozrodcza kotika zwyczajnego

System rozrodczy płetwonogich zmienia się od ekstremalnej poligynii do seryjnej monogamii. Wśród 33 gatunków 20 rozmnaża się na lądzie, a 13 na lodzie. Gatunki rozmnażające się na lądzie są zazwyczaj poligyniczne. Samice tworzą wielkie zgromadzenia, a samce parują się z nimi i bronią przed rywalami. Gatunki poligamiczne to słonie morskie, foki szare i większość uchatkowatych. Zgromadzenia samic odegrały dużą rolę w ewolucji poligeniczności u płetwonogich. Inaczej, niż u ssaków lądowych, samiec nie może obrać sobie obszernego terytorium w rejonie dostępności pokarmu, na którym żywiłyby się też samice, gdyż polują one na morzu. Plusem takich zgromadzeń jest też ograniczenie konieczności odbywania dłuższych podróży po lądzie w przypadku zwierząt poruszających się w tym środowisku niezgrabnie. Minus stanowi zaś przyciąganie przez takie zbiorowiska drapieżników. Płetwonogie rozmnażające się na lądzie wykazują wobec tego tendencję do czynienia tego na wyspach, gdzie grasuje mniej drapieżników lądowych. Wybierają sobie do tego celu kilka wysp, na których panuje duży tłok. Od momentu, gdy samica obierze ląd, na którym wydaje następne pokolenie, powraca w te same miejsca przez wiele lat (w obszarach żerowania przyległe kolonie mogą wymieniać osobniki). Samce przybywają tam wcześniej w obrębie sezonu rozrodczego i oczekują płci przeciwnej. Pozostają wtedy na lądzie i próbują łączyć się z tyloma samicami, z iloma tylko potrafią, nieraz poszcząc w tym czasie. Jeśli samiec zostawi swe miejsce na plaży, by się pożywić, prawdopodobnie straci szanse na rozród i dominację. Gatunki poligyniczne wykazują także tendencję do większego dymorfizmu płciowego na korzyść samca. Wyraża się to w większych klatkach piersiowych i szyjach, dłuższych kłach i gęstszym futrze. Wszystkie te cechy pomagają samcom w walkach o samice. Zwiększona masa ciała płci męskiej wydłuża czas, w którym mogą one pościć, zgromadziwszy wystarczające zasoby energii w swym tłuszczu.
Inne płetwonogie, jak morsy i większość fokowatych, paruje się na lodzie bądź w wodzie. Samice tych gatunków gromadzą się w mniejszym stopniu. W dodatku w związku z mniejszą stabilnością lodu w porównaniu ze stałym lądem miejsca rozrodu zmieniają się każdego roku, a samce nie potrafią przewidzieć, gdzie płeć przeciwna zgromadzi się w czasie sezonu godowego. Co za tym idzie, zwierzęta te wykazują mniejsze tendencje do poligamii. Wyjątek stanowi tutaj mors, którego samice tworzą ciasne zgromadzenia. Przyczyna może tkwić w niejednolitym rozmieszczeniu zasobów pokarmowych. Tendencja do gromadzenia się zależy od rodzaju lodu zbitego, na którym gromadzą się zwierzęta. Pewne gatunki, jak np. foka grenlandzka, krabojad i kapturnik, są seryjnie monogamiczne. Pełnopłetwe rozmnażające się na lodzie bądź w wodzie wykazują mniej nasilony dymorfizm płciowy lub nie wykazują go wcale. Wśród Lobodontini samice są nawet nieco większe od samców. Morsy i kapturniki różnią się od innych godujących na lodzie gatunków, prezentując wydatny dymorfizm płciowy na korzyść samców.

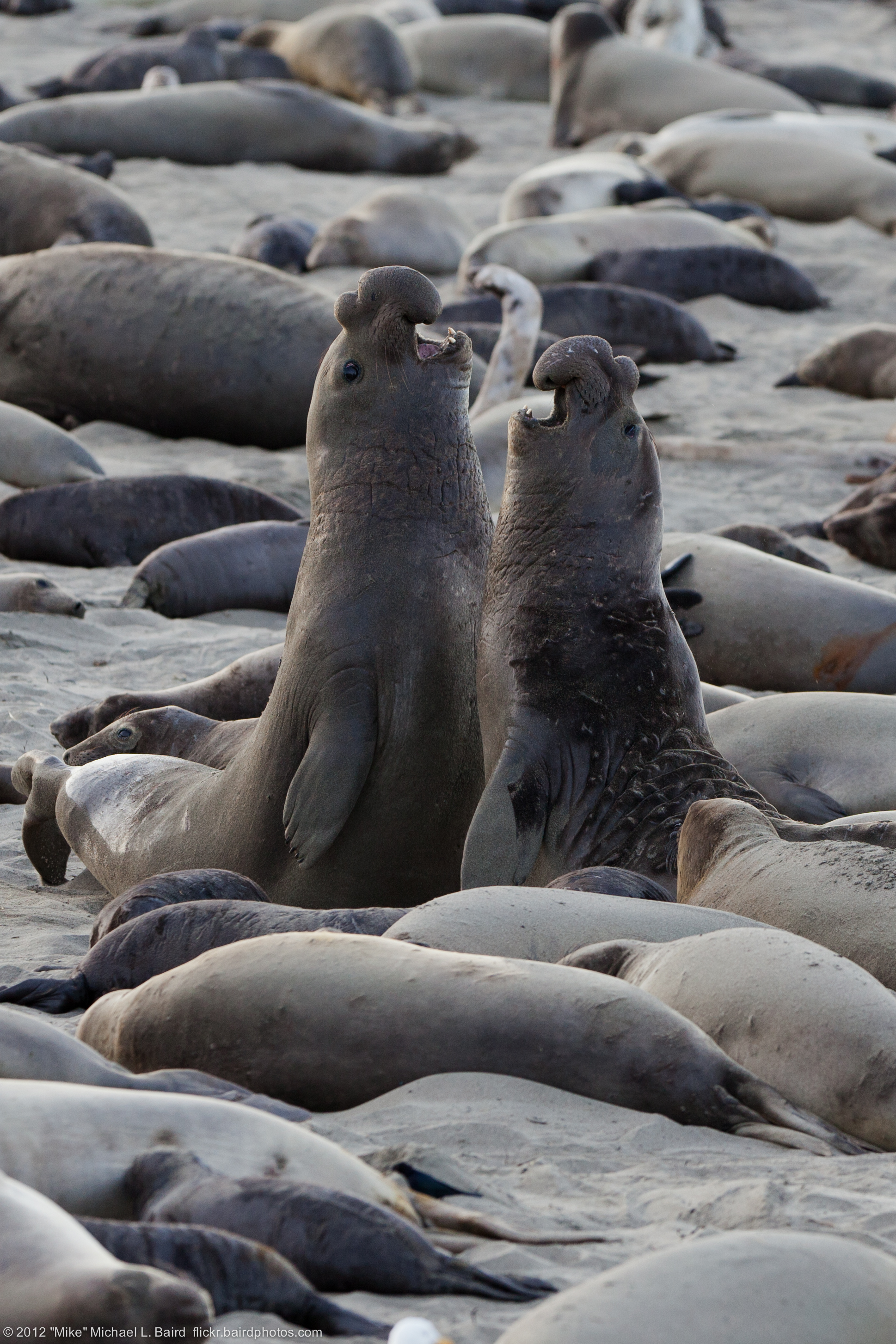
Samce słoni morskich północnych walczą o dominację i samice

Dorosłe samce płetwonogich wykształciły kilka strategii zapewniających sukces reprodukcyjny. U uchatkowatych obierają sobie terytoria o zasobach, które przyciągają samice, jak cieniste, wypełnione wodą zagłębienia w nadmorskich skałach czy dostęp do wody. Granice terytoriów wyznaczane są zazwyczaj naturalnymi przerwami w podłożu. Samce bronią granic swych terytoriów grożącymi odgłosami i postawami, zazwyczaj unikając walk fizycznych. Osobniki także wracają często do tego samego miejsca każdego sezonu rozrodczego. U pewnych gatunków, jak uchatka grzywiasta czy kotik zwyczajny, dominujący samiec może utrzymywać swe terytorium nawet 2-3 miesiące. Samicom wolno zazwyczaj przemieszczać się swobodnie pomiędzy terytoriami i samce nie są w stanie ich zatrzymać. Jednak u niektórych gatunków, jak kotik zwyczajny, otaria czy uchatka australijska, samce mogą z sukcesem zatrzymać samice na swym terytorium, uniemożliwiając im ucieczkę. U niektórych gatunków fokowatych, jak foka pospolita, weddelka arktyczna, foka grenlandzka czy foka wąsata, samce obierają sobie podwodne terytoria (w języku angielskim funkcjonuje nazwa "maritories") w pobliżu obszarów hauling-outu samic. Maritories samców foki Weddella mogą zazębiać się z otworami oddechowymi samic. Toki stwierdzono u niektórych populacji morsów. Samce skupiają się wokół samic i starają się przyciągnąć je wypracowanym tańcem godowym i wydawanymi przez się odgłosami. Podobne zachowanie może również występować u uchatki kalifornijskiej, otarii i uchatki nowozelandzkiej. U pewnych gatunków, jak słonie morskie i szarytka morska, samce próbują rościć sobie prawo do wybranych samic i bronić ich przed rywalami. Samce słoni morskich ustanawiają hierarchię dominacji. Najwyżej postawiony samiec (samiec alfa) utrzymuje harem nawet pięćdziesięciu samic. Określenie „harem” bywa krytykowane, jako że samice mogą zmieniać swoje miejsce pobytu, przebywać na terytoriach różnych samców. Jednak samce fok grenlandzkich, krabojadów czy kapturników podążają za i bronią karmiących samic w sąsiedztwie, czekając, aż wejdą w ruję.
Młodsze, niepostawione na szczycie hierarchii samce mogą podejmować próby osiągnięcia sukcesu reprodukcyjnego na inne sposoby. Prawie dorosłe słonie morskie skradają się ku grupom samic i próbują wmieszać się w nie, wciągając swe nosy. Dokuczają im także i próbują połączyć się z samicami w wodzie. U uchatkowatych, jak otaria czy uchatka australijska, nieterytorialne wyrostki tworzą „gangi”, powodując chaos na terenach rozrodczych, by zwiększyć swą szansę na pokrycie samic. Samice wydają się również posiadać pewne prawo wyboru, szczególnie u gatunków, u których występują pokazy samców, jednakże także u słoni morskich, gdzie samiec stara się zdominować wszystkie samice, z którymi chce kopulować. Kiedy samicę słonia morskiego kryje niechciany samiec, stara się ona wykręcić i uciec, rechocząc i trzepiąc go swym ogonem. Wynikłe zamieszanie zwraca uwagę innych samców i najwyższy hierarchią kończy kopulację oraz próbuje samemu połączyć się z samicą. Zachowanie to występuje także u foki szarej. Dominujące samice słoni morskich obierają sobie teren w centrum kolonii, gdzie jest większa szansa na krycie przez dominującego samca. Natomiast samice drugorzędne mają większe prawdopodobieństwo połączyć się z podrzędnym samcem. Samice uchatki grzywiastej znane są z nagabywania samców w ich terytoriach.
Długość życia waha się pomiędzy 25-30 lat. Samice zazwyczaj żyją dłużej – większa śmiertelność wśród samców wynika zazwyczaj z ich skłonności do walk w trakcie godów, co przekłada się na krótszy, średnio rzecz biorąc, czas życia. Najdłuższa odnotowana długość życia to 43 lata osiągnięte przez samicę nerpy obrączkowanej oraz 46 lat u samicy foki szarej – oba osobniki żyły na wolności. Wiek, w którym płetwonogie osiągają dojrzałość płciową, wynosi od 2 do 12 lat i jest różny w zależności od gatunku. Zazwyczaj samice dojrzewają wcześniej od samców.

### Wychowywanie potomstwa
Z wyjątkiem morsa, rozmnażającego się w cyklach pięcio- bądź sześcioletnich, samice płetwonogich wchodzą w ruję krótko po porodzie. U wszystkich gatunków występuje opóźniona implantacja. Chodzi o to, że jajo płodowe zatrzymuje swój rozwój i pozostaje w tym stanie przez całe tygodnie czy miesiące, zanim ulegnie implantacji w macicy. Rozwiązanie to odkłada poród młodego na czas wylegiwania się na lądzie samicy (hauling-out) lub do wystąpienia dogodnych warunków dla rodzenia. Ciąża płetwonogich (po wliczaniu opóźnienia związanego z implantacją) trwa zazwyczaj rok. U większości gatunków narodziny odbywają się na wiosnę lub latem. Typowo na świat przychodzi jedno młode. Bliźnięta zdarzają się rzadko i cechują się wysoką śmiertelnością. W odróżnieniu od innych ssaków morskich, porody płetwonogich zawsze odbywają się na powierzchni lądu lub lodu. Szczenięta większości gatunków rodzą się dobrze rozwinięte, niektóre od razu umieją pływać i wspinać się z wody na krę, inne zaś zdolność pływania nabierają z czasem.

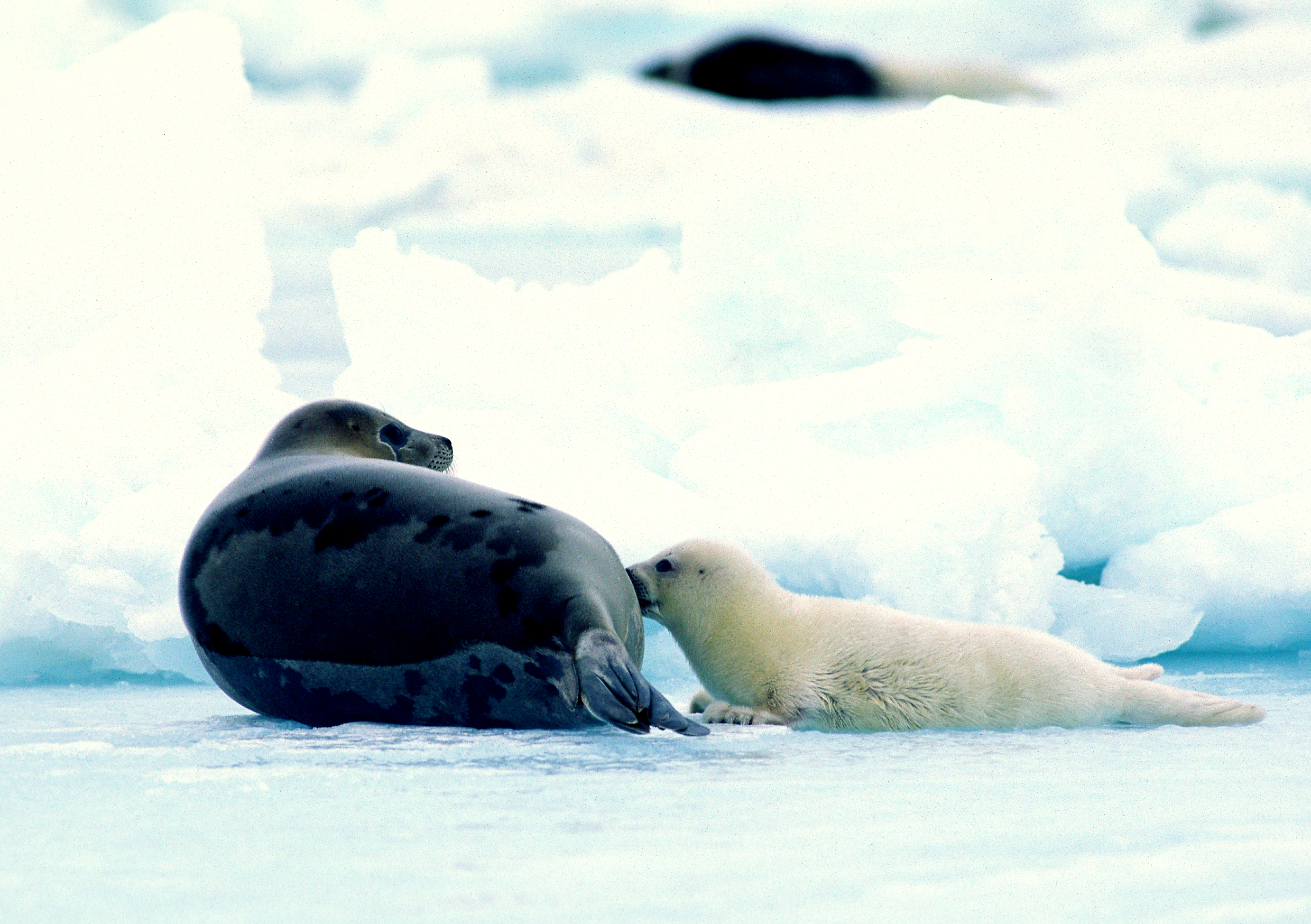
Matka foki grenlandzkiej opiekująca się swym szczenięciem

W przypadku lwów morskich matki opiekujące się potomstwem z początku wykazują mniejsze zachowania stadne, a nawet terytorializm, gdyż ich dziecku mogłoby grozić niebezpieczeństwo ze strony innych zwierząt. Zmieniają zachowanie, gdy szczenię podrasta na tyle, że potrafi poradzić sobie w tłumie płetwonogich. Krótko po porodzie samice są też najbardziej agresywne, co zaobserwowano choćby u słoni morskich. Samice stosują różne modele opieki matczynej i laktacji. Fokowate, jak słonie morskie, szarytka morska czy kapturnik, pozostają na lądzie bądź lodzie i głodują podczas względnie krótkiego okresu laktacji. U kapturnika trwa on 4 dni, dla słonia morskiego 5 tygodni. Mleko tych gatunków zawiera do 60% tłuszczu. Pozwala to młodemu rosnąć naprawdę szybko. W szczególności słoniowi morskiemu północnemu przybywa na wadze 4 kg dziennie, nim zostanie odstawiony. Pewne szczenięta mogą próbować skraść nieco dodatkowego mleka od innych samic karmiących i przybierają na wadze szybciej od innych. Alloparenting, czyli wychowywanie młodych również przez osobniki niebędące rodzicami, występuje u tych głodujących gatunków; podczas gdy większość matek słoni morskich północnych niańczy swe własne młode i odrzuca cudze, niektóre akceptują obce szczenięta wokół swoich.
W przypadku uchatkowatych i niektórych fokowatych, jak foka grenlandzka, matka pości i opiekuje się noworodkiem przez okres kilku dni. Pomiędzy zajmowaniem się potomkiem samica pozostawia swe młode na brzegu (nie przetrwałyby one w wodach morskich), by żerować w morzu. Te wyprawy mogą trwać od jednego dnia do dwóch tygodni. Zależy to od dostępności pożywienia i odległości miejsc żerowania. Gdy matki są daleko, szczenięta głodują. Laktacja u uchatkowatych trwa od 6 do 11 miesięcy. U kotika galapagoskiego może trwać aż 3 lata. Szczenięta tych gatunków odstawiane są od piersi przy niższych masach ciał, niż u fokowatych. Wyjątek stanowią morsy. Ich matki zajmują się swymi dziećmi na morzu. Samica wypoczywa na powierzchni z uniesioną głową, a młode ssie do góry nogami.
Samce ogólnie odgrywają niewielką rolę we wzrastaniu swych dzieci. Wśród morsów mogą pomagać niedoświadczonym młodym w nauce pływania, zaobserwowano je też opiekujące się sierotami. Samce uchatki kalifornijskiej obserwowano, jak osłaniają pływające szczenięta przed drapieżnikami, a terytorialne byki Zalophus wollebaeki, jak zaganiają szczenięta czy odpędzają rekina. Generalnie jednak u płetwonogich opieka ojcowska nie występuje, co uważa się za ważną preadaptację do poligenicznego sposobu rozrodu.
Jednakże samce mogą również stwarzać zagrożenie dla bezpieczeństwa szczeniąt. U gatunków rozmnażających się na lądzie młode mogą zostać zmiażdżone przez walczące samce. Prawie dorosłe osobniki płci męskiej otarii czasami odłączają młode od ich matek i postępują z nimi w sposób, w jaki dorosłe samce postępują z samicami. Pozwala im to nabyć doświadczenia w kontrolowaniu samic. Szczenięta podczas takich porwań mogą zostać poważnie ranne, a nawet stracić życie.

### Komunikacja

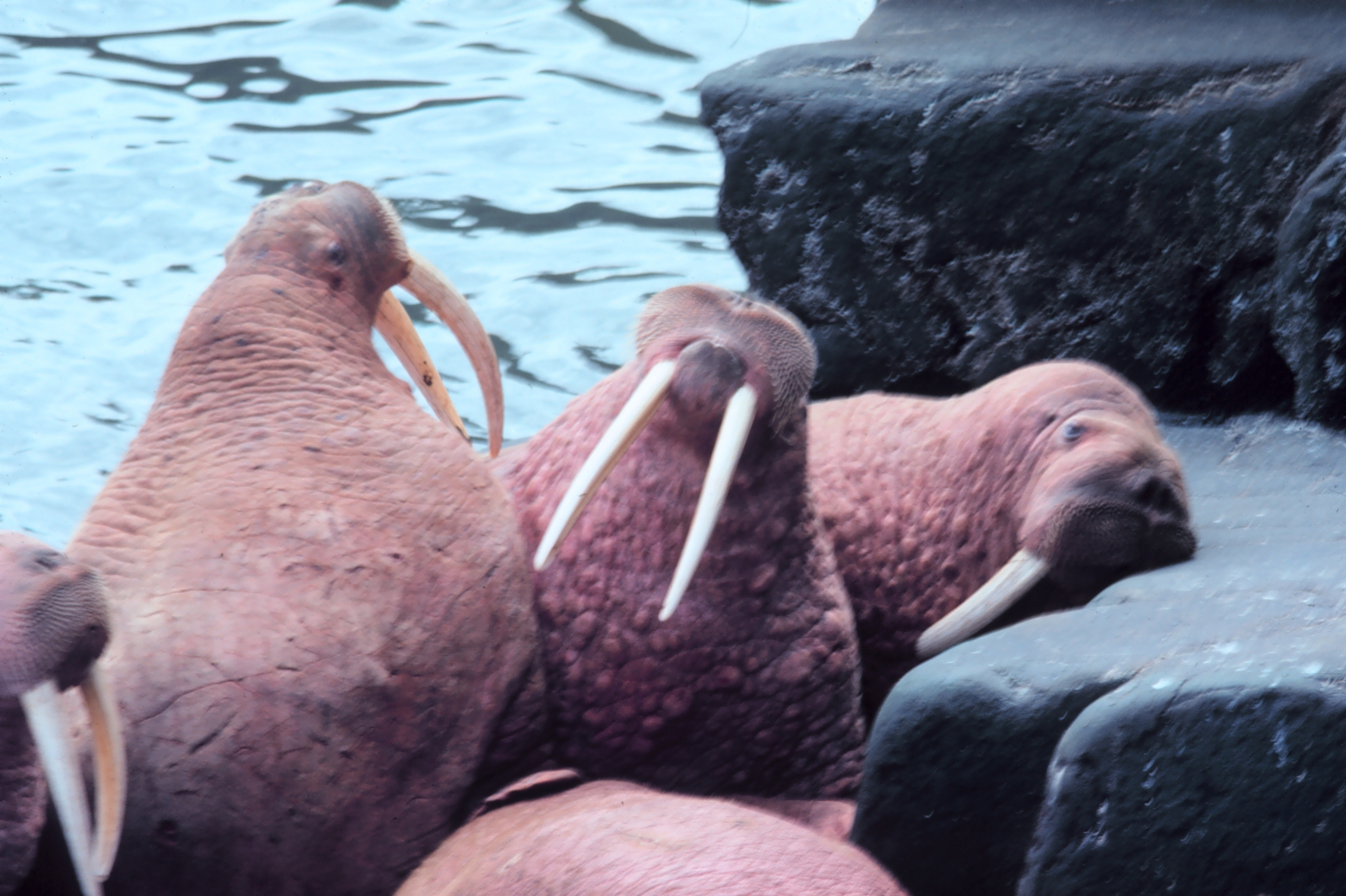
Samce morsów wydają dźwięki, by zaimponować samicom

Płetwonogie wydają liczne dźwięki. Szczekają, chrząkają, chrypią, terkoczą, mruczą, skrzypią, szczebioczą, dźwięczą wibracyjnie, bzyczą, sapią, stukają i gwiżdżą. Wydają dźwięki zarówno w wodzie, jak i w powietrzu. Uchatkowate wydają więcej odgłosów na lądzie, fokowate natomiast w wodzie. Mieszkańcy Antarktyki są bardziej wokalni na lądzie od płetwonogich Arktyki z uwagi na brak lądowych drapieżników na Antarktydzie, takich jak niedźwiedź polarny z Arktyki. Częstotliwość dźwięków samców jest niższa od typowej dla samic. Odgłosy odgrywają szczególnie ważną rolę podczas sezonu rozrodczego. Dominujący samiec słonia morskiego podkreśla swój status i odstrasza rywali klapiącymi i głośnymi dźwiękami przypominającymi uderzanie w bęben, być może modyfikowanymi przez jego trąbę. Samce uchatkowatych wydają głośne szczeknięcia, pomruki, ryki i rżenia. Samce morsów znane są z wyróżniających się gongowatych odgłosów, wydawanych w celu przypodobania się samicom. Zwierzęta te potrafią również stworzyć poniekąd muzykalne dźwięki dzięki swym rozdętym gardłom.
Weddelka arktyczna posiada być może najbardziej wypracowany repertuar oddzielnych dźwięków wydawanych pod wodą i w powietrzu. Zanurzona wydaje z siebie trele, sapania, ćwierknięcia i stukot. Odgłosy wydają się obejmować prefiksy i sufiksy podkreślające przekaz. Podwodne dźwięki tej foki mogą trwać 70 s. To długo jak na odgłos morskiego ssaka. Pewne odgłosy mają około 7 wzorców rytmu i porównuje się je do pieśni ptaków czy wielorybów. U niektórych gatunków zdaje się występować zróżnicowanie geograficzne wydawanych odgłosów, mówi się o dialektach, podczas gdy pewne gatunki mogą wykazywać indywidualne wariacje. Różnice te zdają się być ważne dla matek i szczeniąt, które potrzebują zachować kontakt na zatłoczonych plażach. Samice uchatkowatych i ich młode używają nawoływań, by rozpoznać się, gdy matka powraca do swego dziecka po żerowaniu w morzu. Samice płetwonogich znane są także z porykiwania w czasie ochrony swych młodych.
Podczas gdy większość odgłosów jest słyszalna przez ludzkie ucho, odnotowano ultradźwięki wydawanego przez schwytanego lamparta morskiego pod wodą. Co więcej, słoń morski północny może tworzyć infradźwięki. Komunikacja bez udziału odgłosów nie jest u płetwonogich tak pospolita, jak u waleni. Niemniej zaniepokojona intruzem foka pospolita czy bajkalska uderza swymi przednimi płetwami o ciało, wyrażając tym ostrzeżenie. Szczękanie zębami, piski i wydechy także służą za ostrzeżenie. Występują także sygnały wzrokowe. Weddelka arktyczna przyjmuje pozę s-kształtną, patrolując pod lodem. Foka Rossa pokazuje pręgi na swej klatce piersiowej oraz zęby, gdy ktoś się doń zbliża. Samce kapturników używają swych nadymających się błon nosowych w celu pokazów i przyciągania samic.

### Inteligencja
W badaniu metodą match-to-sample pojedyncza uchatka kalifornijska była w stanie zademonstrować zrozumienie symetrii, przechodniości i równoważności. Drugi osobnik zupełnie nie potrafił wykonać tych samych zadań. Zwierzęta te demonstrują zdolności do rozumienia prostej składni i komend, gdy nauczy się je sztucznego języka migowego, chociaż rzadko jedynie używają znaków semantycznych czy logicznych. W 2011 trzymana w niewoli uchatka kalifornijska imieniem Ronan nakryta została, jak podryguje głową w takt rytmu muzyki. Wcześniej zachowania takie notowano jedynie u ludzi, papug i innych ptaków wykazujących mimikrę głosową. W 1971 trzymana w niewoli foka pospolita nazwana Hoover wyuczona została imitacji głosów ludzkich, wydając z siebie niby słowa, frazy i śmiech. W przypadku Otariinae wykorzystywanych w celach rozrywkowych trener podrzucał piłkę w kierunku zwierzęcia, które mogło utrzymać ją przypadkowo na nosie bądź zrozumieć, jakie zachowanie jest pożądane. Nauczenie uchatki tego triku w celu wykonywania go przed publicznością wymaga roku. Pamięć trwała pozwala mu na wykonywanie triku po co najmniej 3 miesiącach przerwy.

## Płetwonogie i człowiek

### Obecność w kulturze

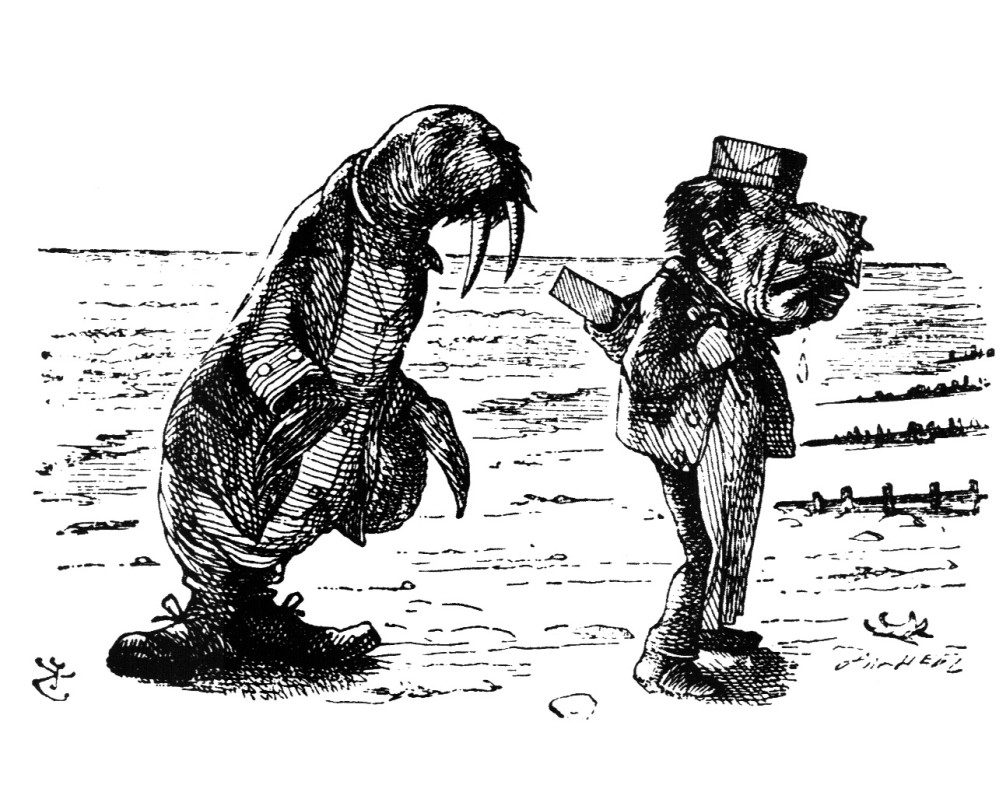
Sztych "The Walrus and the Carpenter"

Różne kultury człowieka przedstawiały płetwonogie przez tysiąclecia. Celtowie z Orkadów i Hebrydów wierzyli w selkie, foki mogące przybrać postać ludzką i chodzić po lądzie. Płetwonogie odgrywają także wielkie znaczenie w kulturze Inuitów. W ich mitologii bogini Sedna panuje nad morzem i zwierzętami morskimi. Przedstawiana jest jako syrena, okazjonalnie z dolną częścią ciała foki. W jednej z legend płetwonogie, wieloryby i inne ssaki morskie powstały z jej odciętych palców. Jedna z najwcześniejszych monet starożytnej Grecji przedstawia głowę pełnopłetwego. O zwierzęciu wspominali Homer i Arystoteles. Grecy wierzyli, że stworzenia te kochają zarówno morze, jak i słońce. Uważali, że rozciąga się nad nimi opieka Posejdona i Apollina. Kultura Mochica ze starożytnego Peru czciła morze i jego zwierzęta. Często przedstawiała Otariinae w swej sztuce. W kulturze współczesnej płetwonogie przedstawiane są często jako postacie komiczne na bazie ich sztuczek wykonywanych w ogrodach zoologicznych, cyrkach i oceanariach. W Europie płetwonogie cieszą się stosunkowo dużą sympatią, co odzwierciedlają m.in. akcje społeczne mające na celu rezygnację z polowań na nie, zwłaszcza niehumanitarnymi metodami, a także importu produktów pochodzących z polowań.
Kolonie płetwonogich (głównie fok) występujące na wybrzeżach północnej Europy (w tym Bałtyku) są uznawane za atrakcję turystyczną. Organizowane są wycieczki umożliwiające ich obserwację.

### W niewoli

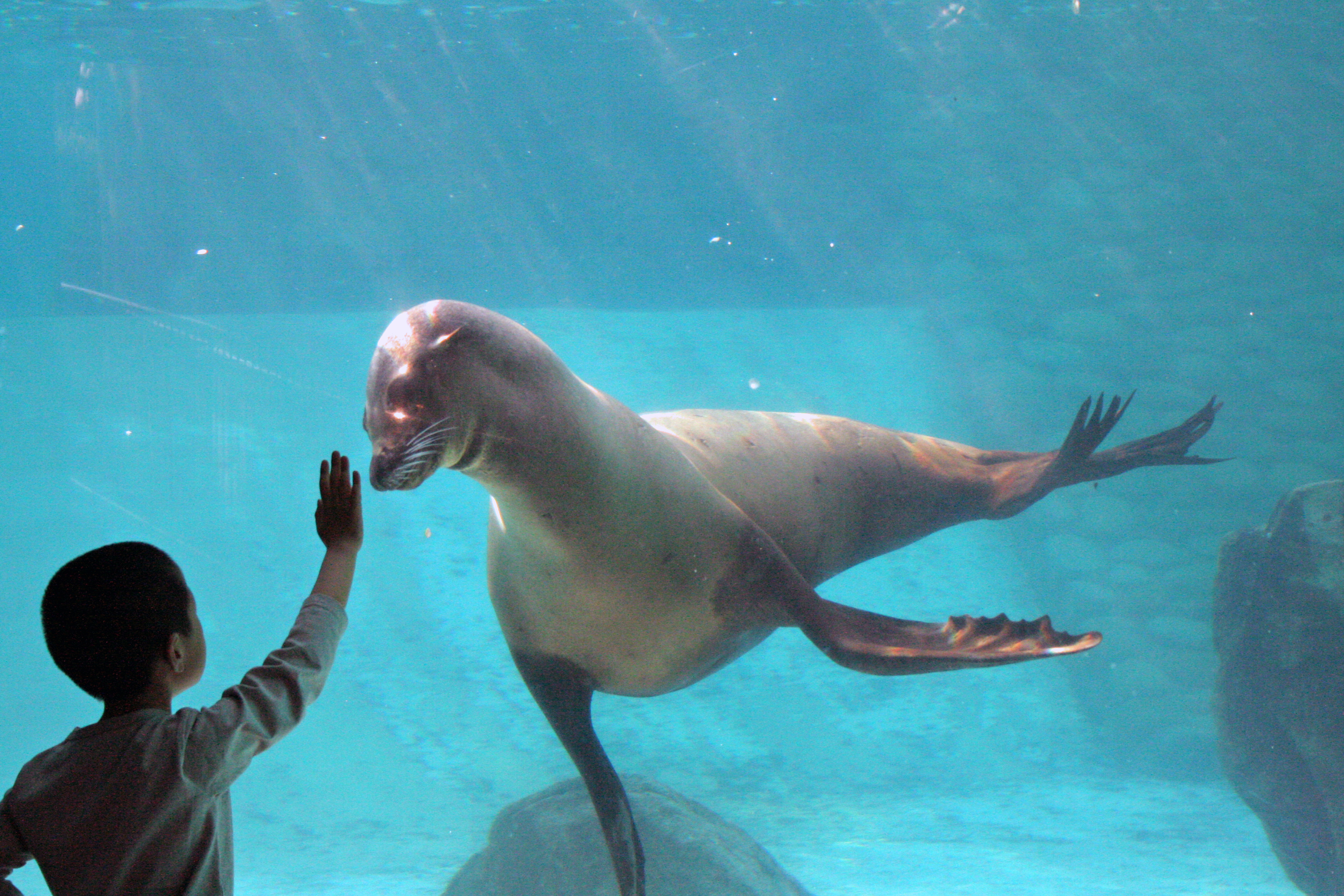
Uchatka hodowana w zoo w Kobe w Japonii

Płetwonogie trzymano w niewoli od co najmniej XVII wieku. Można je spotkać w ośrodkach na całym świecie. Ich duże rozmiary i figlarność czynią z nich popularne atrakcje. Niekiedy płetwonogie pokazywane są na skalnym podłożu ze sztucznymi miejscami na hauling-out i z basenem. Kiedy indziej są to zagrody o małych, skalistych, uniesionych schronieniach, gdzie zwierzęta mogą nurkować do swych basenów. Bardziej dopracowane wystawienia zawierają głębokie baseny, dające możliwość oglądania podwodnego zachowania zwierząt, z pokryciem imitującym skały jako miejscem wypoczynku (haul-outu). Najczęściej trzymany w niewoli gatunek płetwonogich to uchatka kalifornijska, jako że jest to zwierzę występujące licznie i łatwe w tresurze. Używa się ich więc do wykonywania sztuczek i zabawiania wizytujących. Inne gatunki często hodowane w niewoli to szarytka morska (foka szara) i foka pospolita. Większe gatunki, jak mors czy uchatka grzywiasta, spotyka się rzadziej. Pewne organizacje, jak Humane Society of the United States i World Society for the Protection of Animals, sprzeciwiają się trzymaniu płetwonogich i innych ssaków morskich w niewoli. Podnoszą, że ich wybiegi mogą nie być dla nich dostatecznie duże, jako że zwierzęta te ewolucyjnie przystosowały się do dalekich podróży, a basen nigdy nie zastąpi wielkości ani bioróżnorodności oceanu. Krytykują również wykorzystywanie uchatek dla rozrywki, uważając, że wykonywanie sztuczek to nadmierna wariacja ich naturalnego zachowania, odwracająca uwagę widowni od nienaturalnego środowiska zwierzęcia.
Uchatki kalifornijskie wykorzystywano w celach wojskowych w U.S. Navy Marine Mammal Program. Chodziło o wykrywanie min morskich i nurków wroga. W Zatoce Perskiej zwierzęta te mogły pływać za nurkami zbliżającymi się do amerykańskiego statku i mocować zacisk z liną do nogi nurka. Oficjele marynarki wojennej stwierdzili, że uchatki potrafiły wykonać to zadanie w kilka sekund, zanim wróg zorientował się, co się stało. Organizacje takie jak PETA uważają, że takie operacje stwarzają dla zwierząt niebezpieczeństwo. Marynarka wojenna obstaje przy tym, że uchatki po zakończeniu misji są usuwane z tego obszaru.

### Zagrożenia i ochrona
Wedle stanu na rok 2013 Międzynarodowa Unia Ochrony Przyrody (IUCN) podaje 35 gatunków płetwonogich, w tym 2 wymarłe. Są to uchatka japońska i mniszka antylska. Aż 10 gatunkom zagraża wyginięcie. Organizacja przyznała części z nich status gatunku zagrożonego krytycznie (Critically Endangeres – CR). Wymienia w tej grupie mniszkę śródziemnomorską, mniszkę hawajską. Inne uznaje za zagrożone wyginięciem. Chodzi o kotika galapagoskiego, uchatkę australijską, fokę kaspijską i Zalophus wollebaeki. Jeszcze inne uznane zostały za narażone na wyginięcie (Vulnerable – VU, wrażliwe). Są to kotik zwyczajny, kapturnik i kotik nowozelandzki. Trzem gatunkom przyznany został status braku danych wystarczających do zaklasyfikowania ich do innej kategorii. Umieszczono tu morsa, fokę pręgowaną i fokę pstrą. Gatunki żyjące w siedliskach polarnych są podatne na efekty niedawnych postępujących zmian klimatycznych, zwłaszcza zmniejszenia ilości lodu pokrywającego morza. Wiąże się z tym również spadek populacji uchatki grzywiastej na Alasce od lat siedemdziesiątych XX wieku.

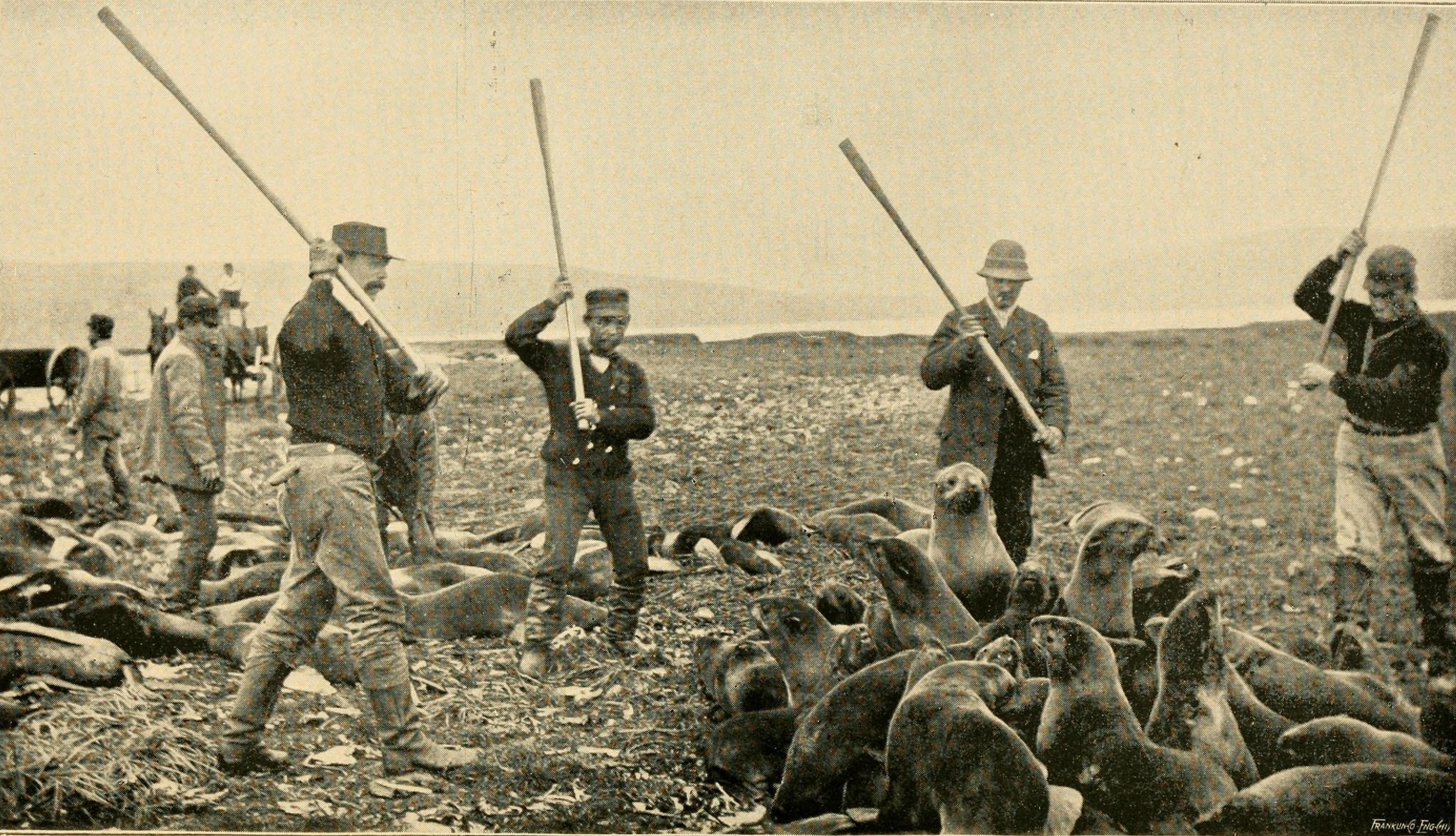
Myśliwi zabijają uchatkowate na wyspie Saint Paul na Alasce, ostatnia dekada XIX wieku

Polowanie na płetwonogie przez człowieka istniało od epoki kamienia. Pierwotnie zwierzęta zabijano maczugami, gdy wylegiwały się podczas hauling-outu. W końcu jednak łowcy fok zaczęli używać harpunów dla przebijania płetwonogich na morzu z łodzi, a także haków do zabijania szczeniąt na lądzie bądź lodzie. Łapano także zwierzęta w sieci. Użycie broni palnej w polowaniach w czasach współczesnych drastycznie zwiększyło liczbę zabijanych zwierząt. Na płetwonogie typowo poluje się dla mięsa i tłuszczu. Skóra uchatkowatych i fokowatych służy do wyrobu ubrań, a kły morsów cały czas wykorzystuje się do tworzenia rzeźb i ozdób. Istnieje jednak różnica pomiędzy polowaniem przez rdzennych mieszkańców Arktyki dla utrzymania się przy życiu a odłowem komercyjnym. W pierwszym przypadku myśliwi polują dla własnych potrzeb, od tego zależy ich przetrwanie. Narodowe i międzynarodowe władze objęły rdzennych myśliwych specjalną opieką, od kiedy ich metody polowań uznano za mniej destrukcyjne i szkodliwe. Rozróżnienie to jednak zakwestionowano, jako że aborygeni używają obecnie bardziej nowoczesnej broni i zmechanizowanego transportu, a także sprzedają produkty z płetwonogich na targowiskach. Niektórzy antropolodzy sugerują, że mówienie o utrzymaniu się przy życiu należy rozciągnąć na te zjawiska, jak długo obejmują tylko lokalną produkcję i konsumpcję. Ponad 100 tys. fokowatych (zwłaszcza nerp) oraz około 10 tys. morsów rokrocznie ginie z ręki rdzennych myśliwych.

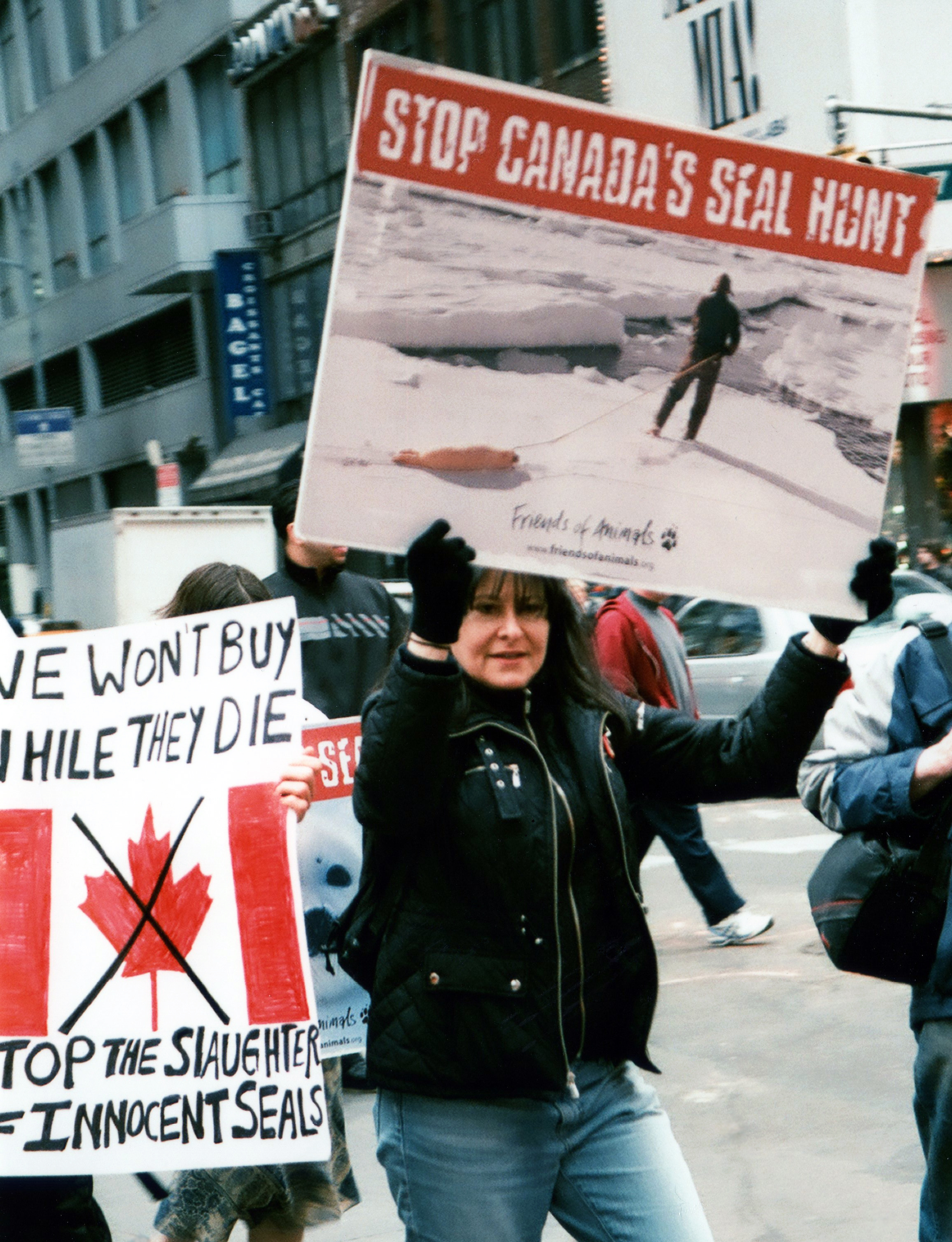
Protest przeciwko kanadyjskim łowcom fok

Odłów komercyjny płetwonogich był historycznie podobnej wagi dla przemysłu, jak wielorybnictwo. Eksploatowano takie gatunki, jak foka grenlandzka, kapturnik, słonie morskie, morsy i pewne uchatkowate. W pierwszej połowie XX w. do połowów w celu pozyskania zasobów dołączyło się tępienie fok uznanych przez Międzynarodową Radę Badań Morza za szkodniki. W okresie międzywojennym polski Morski Urząd Rybacki premiował finansowo tępienie fok. Rozwój polowań z bronią palną spowodował bardzo szybkie załamanie populacji bałtyckiej, tak że już w 1927 roku w Niemczech wprowadzono ograniczenia polowań. Do lat 40. XX w. populacja szarytki morskiej w Bałtyku zmniejszyła się do ok. ¼ stanu z początku wieku (z szacowanych 90 tys. do ok. 40 tys.). Skala tępienia płetwonogich zmniejszyła się znacznie po latach sześćdziesiątych XX wieku, gdy rząd Kanady skrócił sezon polowań i wprowadził środki ochrony dorosłych samic. Również kraje bałtyckie zaczęły coraz ściślej wprowadzać najpierw ograniczenia polowań, a następnie ochronę i reintrodukcję. Było to konieczne, gdyż po załamaniu populacji na skutek polowań, od lat 40. XX w. jej stan nieco się ustabilizował, ale ponownie spadł na początku lat 70., tym razem głównie ze względu na zanieczyszczenie Bałtyku. Populacja szarytki morskiej w tym morzu spadła do 3 tysięcy, przy czym już od lat 40. prawie znikła z jego południowego wybrzeża. Trend liczebności w Morzu Bałtyckim odwrócił się dopiero w latach 90. Kilka gatunków eksploatowanych komercyjnie odnowiło swe pogłowie. Pewne uchatkowate Antarktyki mogą być już tak liczne, jak sprzed czasów eksploatacji. Słoń morski północny na skutek polowań znalazł się na skraju zagłady pod koniec XIX wieku. Pozostała jedynie niewielka populacja zamieszkująca Gwadelupę. Od tamtych czasów zdołał rekolonizować większość swego wcześniejszego zasięgu występowania, ale w populacji zaznacza się efekt wąskiego gardła. Odwrotnie, mniszka śródziemnomorska została wytępiona na większości swego wcześniejszego zasięgu występowania, rozciągającego się od Morza Śródziemnego do Kaspijskiego i północnego zachodu Afryki. Pozostała jedynie na północnym wschodzie Morza Śródziemnego i pewnych regionach północnego zachodu Afryki. Kontynuuje się pozyskanie kilku gatunków. Convention for the Conservation of Antarctic Seals pozwala na limitowany odłów krabojada, lamparta morskiego i weddelki arktyczne. Jednakże polowanie na tę ostatnią jest zabronione w okresie od września do lutego, o ile zwierzę liczy sobie ponad rok, by zapewnić siły rozradzającej się populacji. Ochroną objęto również słonia morskiego południowego, fokę Rossa i pewne uchatkowate Antarktyki. Rząd Kanady pozwala na odłów foki grenlandzkiej, co zaowocowało kontrowersją i dyskusją. Zwolennicy polować utrzymują, że zwierzęta są zabijane humanitarnie i nie odławia się białych szczeniąt. Oponenci argumentują, że nieodpowiedzialne jest zabijanie foki zagrożonej już przez kurczące się siedliska. W skali Unii Europejskiej w stosunku do niektórych płetwonogich prawo pozwala na polowania, pod warunkiem, że nie zagraża to populacji. Odstrzał, na ściśle limitowanych warunkach, sięgający ok. 1-2% populacji, stosowany jest w Finlandii i Szwecji wobec szarytki morskiej, podczas gdy w Polsce i Niemczech, gdzie populacje płetwonogich są mniejsze, są one objęte ochroną.
Mniszka antylska była zabijana i eksploatowana przez osadników z Europy oraz ich potomków od 1494, począwszy od Krzysztofa Kolumba. Foki te stanowiły łatwy cel dla zorganizowanych sprzedawców, rybaków, łowcy żółwi i korsarzy. Wyewoluowała bowiem w warunkach niewielkiej presji ze strony drapieżników lądowych, mówi się nawet o jej genetycznej uległości. Na Bahamach ubijano nawet 100 osobników jednej nocy. W środku XIX stulecia uznano gatunek za wymarły, zanim odnaleziono niewielką kolonię w 1886. Zamieszkiwała ona okolice Półwyspu Jukatan. Ponownie zabijano mniszki. Ostatnie wiarygodne źródło potwierdzające istnienie żywego zwierzęcia pochodzi z 1952. IUCN uznało gatunek za wymarły w 1996. Uchatka japońska występowała pospolicie wokół wysp japońskich. Jednak nadmierna eksploatacja i konkurencja z rybakami doprowadziły do drastycznego spadku liczebności populacji w latach trzydziestych XX wieku. Ostatnie odnotowane doniesienie mówi o spotkaniu młodocianego osobnika w 1974 na wybrzeżu wyspy Rebun.

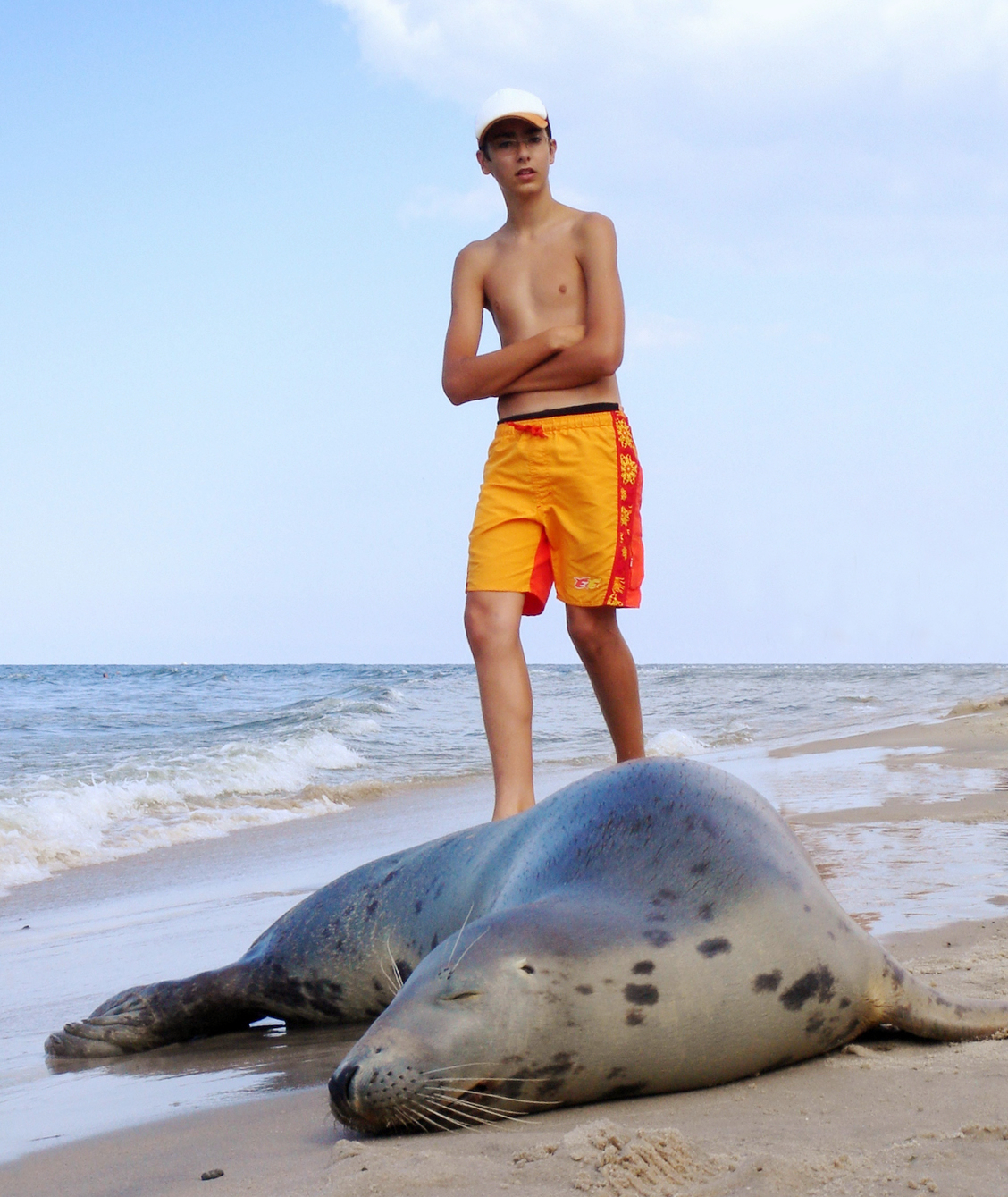
Szarytka morska na plaży zajmowanej również przez ludzi. Człowiek i płetwonogie mogą konkurować o przestrzeń i zasoby

Pewne gatunki stały się natomiast tak liczne, że zaczęły przeszkadzać lokalnej społeczności ludzkiej. W Stanach Zjednoczonych płetwonogie i inne ssaki morskie chroni Marine Mammal Protection Act of 1972 (MMPA). Od jego wprowadzenia populacja uchatki kalifornijskiej podniosła się do 250.000. Zwierzęta te zaczęły wykorzystywać więcej środowisk zmodyfikowanych ręką ludzką, jak porty, jako miejsca lądowego wypoczynku. Wiele powierzchni nie wytrzymuje masy spoczywających tam uchatek, co zwiększa przechył i wywołuje inne problemy. Odpowiedzialne za to osoby używają różnych metod, by kontrolować te zwierzęta. Niektóre władze miejskie przekonstruowują swoje doki, by w lepszym stopniu mogły to wytrzymać. Uchatki wpadają również w konflikty z rybakami, ponieważ tak jak oni zależą od tych samych zasobów ryb. Oprócz konkurencji o zasoby w naturze foki mogą również żerować na rybach uwięzionych w sieciach i niszczyć urządzenia połowowe. W 2007 naniesiono poprawki w MMPA, by zezwolić na połączone z pozbawieniem życia usunięcie uchatek z Bonneville Dam na czas tarła łososi. Prawo z 2007 stara się złagodzić presję na ginące populacje łososia Oncorhynchus. Władze odpowiedzialne za przyrodę bez powodzenia próbowały odpędzić uchatkowate z użyciem bomb i pocisków gumowych. Wysiłki w celu wygonienia zwierząt nie okazały się jednak efektywne. Krytycy, jak Humane Society, zgłaszają obiekcje do zabijania uchatkowatych. Uważają, że tamy elektrowni wodnych stwarzają większe zagrożenie dla łososi. Podobny konflikt pojawił się w Afryce Południowej z uchatką karłowatą. Podczas dwóch ostatnich dekad XX wieku politycy i rybacy RPA zażądali odstrzału uchatki, uważając, że zwierzęta konkurują z rybactwem komercyjnym. Badania naukowe wykazały, że odstrzał uchatek wywrze negatywny efekt na przemysł rybny i pomysł zmniejszania pogłowia odrzucono w 1993. W Bałtyku notowane są przypadki nielegalnego tępienia fok.
Człowiek zagraża płetwonogim również pośrednio. Niechcący łapie je w sieci rybackie, zdarzają się przypadkowe połknięcia haków rybackich. Użycie sieci skrzelowej i okrężnicy stanowi ważną przyczynę śmiertelności płetwonogich i innych ssaków morskich. Gatunki często wikłające się w sieci to uchatka kalifornijska, mniszka hawajska, kotik zwyczajny i uchatka karłowata. Szacuje się (na podstawie fragmentarycznych danych), że przyłów jest główną przyczyną śmierci w bałtyckiej populacji fok szarych. Płetwonogie cierpią także przez zatrucie mórz. Zwierzęta te znajdują się na szczytach łańcuchów pokarmowych, mają też pokaźne magazyny tłuszczu. Prowadzi to razem do gromadzenia się w ich ciałach różnych związków chemicznych organicznych. Matki karmiące mogą przekazywać trucizny swym młodym. Te chemikalia mogą wywoływać raka przewodu pokarmowego, zmniejszać rozrodczość i zwiększać podatność na choroby zakaźne. Inne zagrożenia wynikające z działalności człowieka obejmują niszczenie siedlisk, eksploatację paliw kopalnych oraz działalność łódek.